# Mouvement national tunisien
Vous lisez un « article de qualité » labellisé en 2009.
Pour les articles homonymes, voir Mouvement national.
Le mouvement national tunisien désigne, dans sa globalité, le mouvement sociopolitique né au début du XXe siècle, qui mène la lutte contre le protectorat français de Tunisie pour obtenir finalement l'indépendance du pays le 20 mars 1956.
Inspiré de l'idéologie des Jeunes-Turcs et par des expériences réformistes menées en Tunisie dans la deuxième moitié du XIXe siècle, le rassemblement de notables traditionalistes — avocats, médecins ou journalistes — cède peu à peu sa place à une organisation politique de mieux en mieux structurée par les nouvelles élites formées en France et capable de mobiliser ses partisans pour affronter, si le besoin s'en fait sentir, les autorités du protectorat, afin de faire avancer ses revendications auprès du gouvernement français. La stratégie adoptée par le mouvement alternera entre négociations et affrontements armés, au gré des événements touchant le bassin méditerranéen dans la première moitié du XXe siècle. L'appui fourni au mouvement politique par les puissants syndicats ouvriers ou les mouvements féministes, dans le contexte d'un renouveau de la culture tunisienne, sur le plan intellectuel ou musical, contribue à l'affirmation de l'identité nationale qui sera renforcée par les systèmes politiques et éducatifs après l'indépendance.
Ainsi le mouvement national fut-il un ensemble composé de groupes très divers mais unis car il était le fait de forces sociales montantes à partir des années 1930 : petite bourgeoisie engagée dans l'économie capitaliste, nouvelles élites « occidentalisées » et classe ouvrière organisée et donc sensible aux revendications sociales.

## Contexte

### Difficultés économiques
Les difficultés économiques et financières du royaume beylical de Tunis, initiées par la baisse du produit de la course en Méditerranée, s'accroissent avec les dépenses que le gouvernement engage dans la modernisation d'une armée forte d'à peine 5 000 hommes. De plus, une volonté de prestige lance une série de travaux somptuaires, notamment avec un palais de style versaillais, le palais de la Mohamedia, qui doivent toutefois être interrompus faute de moyens suffisants. Face à l'accumulation de dépenses et à un système de prélèvement inefficace, le gouvernement a recours à de nouvelles charges fiscales et à l'emprunt auprès de banques étrangères, ce qui conduit à une insurrection finalement matée en 1864. Par ailleurs, des détournements de fonds sont opérés par les ministres beylicaux, dont Mustapha Khaznadar, et les sécheresses de 1866 à 1868 provoquent disettes et épidémies de choléra. Malgré la hausse des impôts, la situation économique est aggravée par des interférences étrangères, ce qui conduit le gouvernement à déclarer la banqueroute en 1869.
Après la conclusion d'un nouvel emprunt de 30 millions de francs-or, une commission financière internationale est mise en place par les Français avec des Britanniques et des Italiens. C'est l'occasion pour les trois grandes puissances européennes de s'immiscer dans le pays, car la régence apparaît vite comme un enjeu stratégique de première importance, de par la situation géographique, à la charnière des bassins occidental et oriental de la Méditerranée.
La Tunisie fait l'objet de convoitises rivales de la France et de l'Italie. La première souhaite sécuriser les frontières de l'Algérie française et éviter que la seconde ne contrarie ses ambitions en Égypte et au Levant, en contrôlant l'accès à la Méditerranée orientale. La seconde, confrontée à la surpopulation, rêve d'une politique d'expansion coloniale et le territoire tunisien, où la minorité européenne est alors constituée essentiellement d'Italiens, est un objectif prioritaire. Les consuls français Théodore Roustan et italien Licurgo Maccio tentent donc de profiter des difficultés financières du bey, la France comptant sur la neutralité de l'Angleterre — peu désireuse de voir l'Italie prendre le contrôle de la route du canal de Suez — et bénéficiant des calculs de Bismarck qui souhaite la détourner de la question de l'Alsace-Lorraine. Après le congrès de Berlin, tenu du 13 juin au 13 juillet 1878, l'Allemagne et l'Angleterre permettent l'annexion de la Tunisie par la France, au détriment de l'Italie qui voyait ce pays comme son domaine réservé.

### Instauration du protectorat

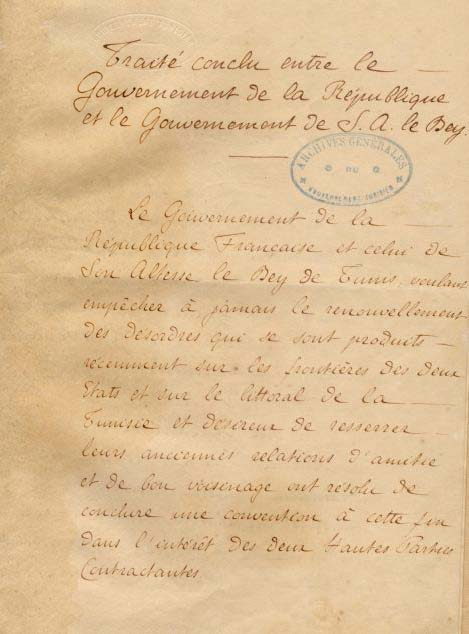
Première page du traité du Bardo.

Les 30 et 31 mars 1881, 400 à 500 membres de la tribu nomade des Kroumirs attaquent à deux reprises la tribu des Ouled Nahed en territoire algérien mais se voient repoussés par les troupes françaises ; les combats font quatre morts parmi les soldats. Bien que deux mois auparavant, il refusait encore toute intervention en Tunisie, le président du Conseil Jules Ferry décide d'intervenir et obtient le 7 avril du Parlement un crédit de 5,7 millions de francs pour réprimer les Kroumirs. Le 24 avril, le ministre de la Guerre donne l'ordre au général Forgemol de Bostquénard d'envahir la Kroumirie et d'occuper la région du Kef. Les troupes françaises débarquent le 1er mai à Bizerte sans résistance majeure et parviennent à atteindre Tunis en trois semaines sans combattre.

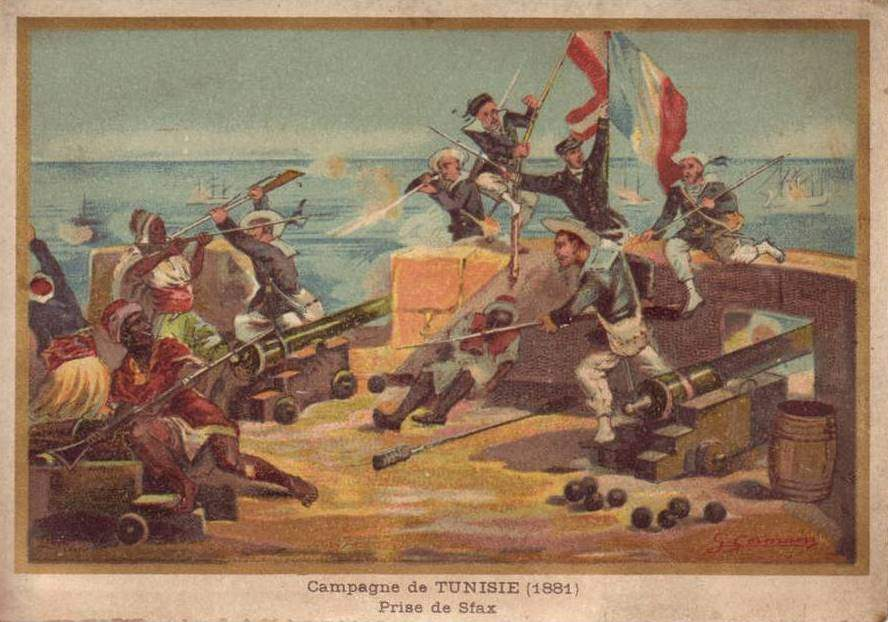
Tableau sur la prise de Sfax par Édouard Detaille.

Le protectorat est finalement officialisé le 12 mai 1881 lorsque Sadok Bey, menacé d'être destitué et remplacé par son frère Taïeb Bey,, et le général Jules Aimé Bréart signent le traité du Bardo au palais de Ksar Saïd. La France est appelée à contrôler la sécurité et la politique étrangère du pays « jusqu'à ce que les autorités militaires française et tunisienne auront reconnu, d'un commun accord, que l'administration locale est en état de garantir le maintien de l'ordre » selon les termes de l'article 2 du traité. Ce qui n'empêche pas, quelques mois plus tard, les troupes françaises de faire face à des révoltes. Le 27 juin, la ville de Sfax se soulève et chasse les autorités beylicales et les Européens.
Les insurgés sont bientôt rejoints par Ali Ben Khlifa qui prend la tête de l'insurrection. Tout le pays se soulève. Dans le Nord, Ali Ben Ammar, chef des Ouled Ayar, réunit les combattants pour harceler les positions françaises. Les 22 000 soldats français encore en Tunisie sont impuissants à mater la rébellion. Seule la marine dispose encore d'une force de frappe suffisante. Sfax est bombardée et prise le 16 juillet alors que des villes comme Gabès et Kairouan sont prises dans les mois qui suivent. Il faudra toutefois une dizaine d'années d'efforts pour occuper et pacifier complètement le pays. Les conventions de La Marsa signées le 8 juin 1883 par Ali III Bey et Paul Cambon officialisent et renforcent le régime du protectorat en accordant à la France le droit d'intervenir dans la politique étrangère et de défense ainsi que dans les affaires internes de la Tunisie, : le pays conserve son gouvernement et son administration, désormais placée sous le contrôle d'un secrétaire général, les différents services administratifs étant dirigés par de hauts fonctionnaires français et un résident général gardant la haute main sur le gouvernement. La France représente dès lors la Tunisie sur la scène internationale et ne tarde pas à abuser de ses droits et prérogatives de protecteur pour administrer directement et exploiter le pays comme une colonie, en contraignant le bey à abandonner la quasi-totalité de ses pouvoirs au profit du résident général.

## Mouvement politique en transformation

### Jeunes Tunisiens

#### Premiers rassemblements
Le développement économique du protectorat entraîne la formation d'une bourgeoisie qui se sent écartée de la vie politique et publique tunisienne. Dans ce contexte, la Tunisie est, en raison de son positionnement géographique, plus exposée que les autres régions du Maghreb aux influences orientales et donc au réformisme musulman : la Tunisie est ainsi le premier État du monde arabe influencé par le nationalisme moderne et la lutte contre l'occupation française y commence dès le début du XXe siècle. Une active propagande anti-colonialiste est menée depuis Constantinople par plusieurs Tunisiens en exil dont les oulémas zitouniens Ismaïl Sfayhi et Salah Chérif. De plus, cette occupation, ayant davantage rapproché l'élite tunisienne de l'Europe, encourage les volontés de concilier la religion musulmane avec les idées modernes.

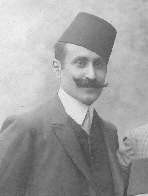
Ali Bach Hamba, figure des Jeunes Tunisiens.

Des premières associations des années 1890 nées dans les cercles culturels découlent le mouvement réformiste et intellectuel des Jeunes Tunisiens, lancé en 1907 par Béchir Sfar, l'avocat Ali Bach Hamba et Abdeljelil Zaouche, et dont le slogan est « progrès, développement de l'existence, droit politique ». Il puise ses principes dans l'action réformatrice apparue en Tunisie durant la seconde moitié du XIXe siècle, notamment au travers des initiatives entreprises par le général Kheireddine Pacha, et s'inspire directement du mouvement des Jeunes-Turcs né durant la même période, dont il tient certaines idées panislamiste et panarabe,. Les Jeunes Tunisiens militent pour la réhabilitation de l'identité tunisienne, par la sauvegarde de son héritage culturel arabo-musulman, et la préservation de la personnalité de l'État tunisien, sans toutefois remettre en cause le protectorat. Le mouvement regroupe essentiellement les membres de la classe moyenne de Tunis formés en France. Pour cette petite bourgeoisie moderne, semblant s'intéresser aux événements des mouvements nationaux dans le monde musulman, la culture tunisienne est le premier argument pour mettre en exergue l'originalité du pays et son rattachement aux valeurs musulmanes qui sont progressivement retranscrites dans les journaux et revues : meilleure éducation, mixité des cultures arabe et française et possibilité pour les Tunisiens d'exercer des responsabilités gouvernementales. Zaouche et Bach Hamba fondent en 1907 l'hebdomadaire Le Tunisien — d'abord en français puis dans une version arabe deux ans plus tard — qui revendique l'égalité en matière d'instruction, de salaires, d'accession à l'enseignement supérieur mais aussi des mesures susceptibles d'assurer la protection des fellahs et des artisans. Dans le même temps, Zaouche établit un programme portant sur trois secteurs vitaux, l'enseignement, la justice et la fiscalité, qu'il défend âprement au sein de la Conférence consultative tunisienne à partir de février 1907.

#### Confrontations en chaîne
Cependant les relations entre les nationalistes tunisiens et la résidence générale se détériorent rapidement. Malgré la censure, l'opinion publique reste sensible à la cause musulmane, grâce aux médersas privées qui se développent sous l'impulsion d'Abdelaziz Thâalbi, tout en restant attentive aux idées nationalistes. En outre, à la veille de la Première Guerre mondiale, la conquête par l'Italie des territoires de la Tripolitaine et de la Cyrénaïque voisines suscite quelques troubles. Ainsi, la première confrontation avec les autorités du protectorat survient lors de l'affaire du Djellaz : la municipalité de Tunis décide en septembre 1911 d'immatriculer le cimetière du Djellaz, ce qui provoque l'hostilité de la population locale. À la suite d'une rumeur de profanation du cimetière, une émeute éclate le 7 novembre.

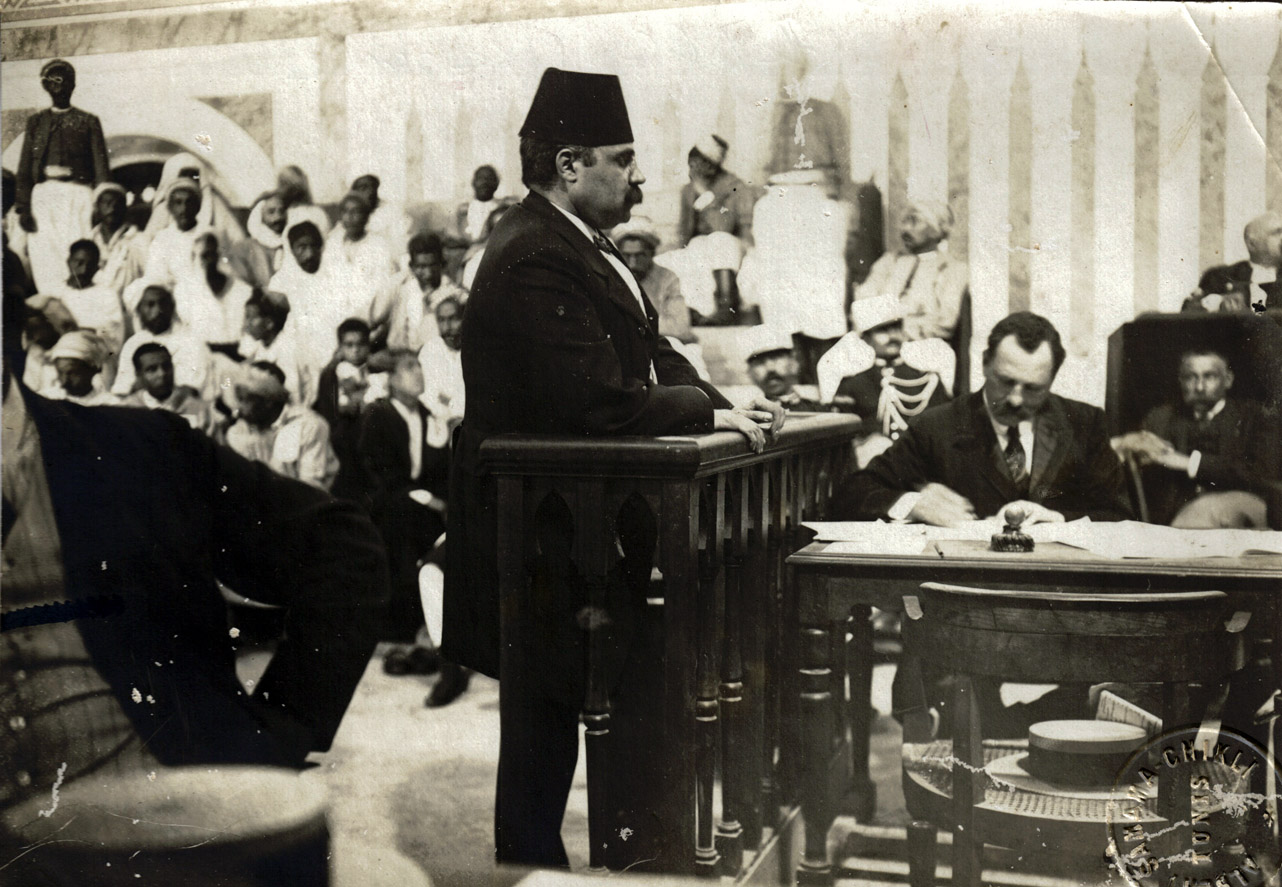
Abdeljelil Zaouche au procès de l'affaire du Djellaz en 1911.

Le bilan de la répression après deux jours de manifestations est de onze morts dont sept policiers et l'assassinat de plusieurs Européens dans le quartier italien. En juin 1912, le tribunal criminel de Tunis juge 71 émeutiers et en condamne 35 dont sept à la peine de mort. Mais la situation ne se calme pas pour autant : la mort accidentelle d'un enfant tunisien, tué par un tramway conduit par un wattman italien de la Compagnie des tramways de Tunis, le 9 février 1912, avait fait monter les tensions autour de la position jugée privilégiée des chauffeurs italiens au sein de la société,.
Cela entraîne un boycott non-violent du réseau jusqu'en mars de la même année, action d'une ampleur exceptionnelle plusieurs années avant que le mahatma Gandhi n'utilise cette forme de résistance. Victor de Carnières, le propriétaire du journal Le Colon français et figure majeure des Français de Tunisie, accuse Zaouche, alors conseiller municipal de Tunis, d'être le principal instigateur de ces événements. Ce dernier porte donc plainte contre De Carnières pour diffamation et fait appel à Me Vincent de Moro-Giafferri ; il est débouté à l'issue du procès tenu à Tunis en octobre 1912 mais remporte l'appel tenu à Alger le 26 juin 1913.
C'est tout le mouvement qui est en fait remis en cause et ces procès marquent la transformation progressive des intellectuels en militants agissant au travers de mouvements de rue.

#### Première Guerre mondiale
Le résident général Gabriel Alapetite fait exiler en France et en Algérie, le 13 mars 1912, quatre dirigeants du mouvement des Jeunes Tunisiens (Ali Bach Hamba, Abdelaziz Thâalbi, Mohamed Noomane et Hassen Guellaty) alors que trois autres sont internés dans le Sud (Chedly Dargouth et Sadok Zmerli) et dans la prison du palais du Bardo (Mokhtar Kahia). En effet, Bach Hamba est tenu pour responsable des rixes entre Italiens et musulmans, ce qui fait dire à Jean Gout, qui donne son analyse de ces troubles, que « l'opinion française [ne doit pas] s'endormir sur l'idée trop répandue que l'influence française en Tunisie n'a plus aucun risque à courir ». L'état de siège, proclamé en 1911 et étendu en 1914 ne sera levé qu'en 1921. Durant cette période, la presse anticolonialiste est interdite et une longue répression marque la vie politique : l'activité des Jeunes Tunisiens est donc mise en sommeil. Michel Camau et Vincent Geisser estiment que l'impact des Jeunes Tunisiens est resté relatif : 
« Ils ont cherché non pas à renverser le pouvoir colonial mais plutôt à le réformer. Certains se considéraient même solidaires des Français dans leur lutte pour moderniser les pratiques et les institutions traditionnelles. Avant tout d'ordre intellectuel, ce mouvement ne fut jamais un porte-parole des masses. »
Durant la Première Guerre mondiale, le Sud tunisien, pourtant pacifié en 1895, devient une zone de combats en raison des difficultés auxquels font face les Italiens pour apaiser les révoltes en Tripolitaine et en Cyrénaïque. Les populations insurgées vont même jusqu'à déclarer la guerre à la France, entraînant avec eux une partie des nomades du Sud tunisien, ce qui pousse les autorités françaises à envoyer des troupes dans la région pour tenir les frontières. Après une courte trêve, des incursions sans conséquence reprennent en 1916 alors qu'en 1917-1918, l'action militaire se porte sur quelques attaques de postes et de convois. Le bilan des pertes des forces françaises et tunisiennes durant ces événements a été de 784 hommes. En dehors de ces troubles, la Tunisie reste comme le Maroc assez calme dans ce conflit. C'est alors que le programme en quatorze points de Wilson redonne un souffle au mouvement nationaliste, notamment au travers du droit des peuples à disposer d'eux-mêmes.

### Fondation d'un parti: le Destour

#### Liste de revendications
Dès la fin de la Première Guerre mondiale, le résident général Étienne Flandin prépare un projet pour relancer la colonisation des terres considérées comme improductives, habous compris, allant à l'encontre des revendications des notables et des chefs des confréries religieuses. Cette affaire rapproche les Jeunes Tunisiens des Vieux Turbans, la catégorie des plus de quarante ans de la bourgeoisie musulmane fortement attachés à l'islam. En fait, la direction de l'agriculture travaillait sur un décret, destiné à se donner le droit d'aménager les terres, tant des Européens que des Tunisiens, négligées par leurs propriétaires. De plus, l'instauration du « tiers-colonial » — majoration d'un tiers des salaires des seuls fonctionnaires français accroissant les inégalités — conduit une nouvelle génération organisée autour d'Abdelaziz Thâalbi à passer du réformisme culturel au réformisme politique et à préparer la naissance d'un véritable parti politique. Analysant la situation, Jean Gout y voit un « développement inéluctable et constant des tendances nationalistes dans les colonies anglaises et françaises. La principale raison réside dans la formation d'une élite ayant reçu les rudiments de la culture européenne et avide de jouer un rôle. Comment jouerait-elle ce rôle, sinon en se servant du nationalisme ? ».
En avril 1919, les Jeunes Tunisiens envoient un rapport adressé au président des États-Unis Woodrow Wilson pour dénoncer la situation du pays et les abus du colonisateur français mais aussi lister les mesures qu'impliquerait l'application de ses quatorze points. Sous l'influence des principes énoncés dans ces quatorze points, Thâalbi réclame la restauration d'un État indépendant et doté de structures modernes par une constitution créant notamment un conseil législatif, devant lequel le bey serait responsable, et des assemblées locales. En juillet 1919, il participe à une délégation envoyée à Paris dans le but de défendre ce point de vue, établir des contacts avec des nationalistes arabes exilés et faire connaître ces revendications aux milieux gouvernementaux et parlementaires français. Il édite dans le même temps un pamphlet, La Tunisie martyre, véritable réquisitoire où il expose sa doctrine, accusant le pouvoir colonial de violer ses propres déclarations et principes de gouvernement. Celui-ci connaît un accueil enthousiaste dans le pays et se voit saisi puis interdit, quelques jours seulement après sa parution, par les services du gouvernement français. En 1919, les Jeunes Tunisiens prennent le nom de Parti tunisien et, le 6 juin 1920, celui de Parti libéral constitutionnel, plus connu sous le nom de Destour. Au travers de ses membres, essentiellement issus de la bourgeoisie citadine urbaine, il contribue largement à la relance du mouvement nationaliste et à l'éveil de la conscience nationale même s'il ne conteste pas encore le protectorat. Toutefois, contrairement à la plate-forme biculturelle des Jeunes Tunisiens, le parti insiste davantage sur l'importance de l'islam et de la culture arabe.

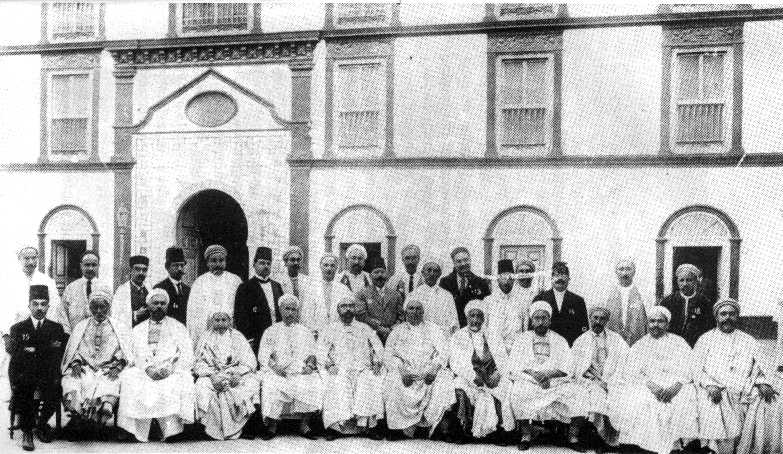
Délégation du Destour à Naceur Bey.

Le 15 juin 1920, le parti du Destour expose un programme en neuf points qui demande la création d'une assemblée composée de Tunisiens et de Français élus au suffrage universel, un gouvernement responsable devant l'assemblée, la séparation absolue des pouvoirs législatif, exécutif et judiciaire, l'organisation de municipalités élues, l'instruction publique obligatoire, la participation des Tunisiens à l'achat des lots agricoles et l'accès des Tunisiens aux postes administratifs avec l'égalité salariale des fonctionnaires. Les libertés de la presse, de réunion et d'association sont également réclamées. Le 18 juin, une délégation de trente nationalistes se présente au palais beylical de La Marsa et, avec l'appui du prince Moncef Bey, parvient à rencontrer Naceur Bey qui leur déclare « qu'il souscrivait à leur engagement patriotique et qu'ils pouvaient le considérer comme un des leurs ». Dans le même temps, une délégation de nationalistes se rend à Paris pour défendre sans succès leurs revendications auprès des instances gouvernementales — dont le président du Sénat et celui de la Chambre des députés — et de la presse françaises.
Par cet acte, le jeune parti entre en conflit avec le régime du protectorat bien que l'un des buts recherchés soit la rédaction d'une constitution qui resterait dans le cadre du protectorat dont il « demandait une saine application ». Le 28 juillet, Thâalbi est arrêté à Paris, accusé de complot contre la sûreté de l'État et incarcéré à Tunis. Le 22 décembre, une deuxième délégation présidée par Tahar Ben Ammar est reçue par le président du Conseil Georges Leygues et le principe d'une constitution retenue d'un commun accord.
En 1921, la situation tend à s'améliorer : la résidence générale désormais dirigée par Lucien Saint s'engage à apporter des solutions à des problèmes comme la séparation des pouvoirs administratifs et judiciaires, la répartition équitable des lotissements de l'État et le principe de l'élection comme l'entendent les nationalistes mais relativise les promesses de Leygues. Le 10 mai, Abdelaziz Thâalbi est libéré et participe, le 29 mai, à la première assemblée du Destour. Dès l'automne, le parti cherche à créer des cellules à travers le pays pendant que la presse arabophone — destourienne et communiste — se diffuse en province. Cependant, en avril 1921, le Destour est déchiré par une crise politique interne. Hassen Guellaty et Sadok Zmerli reprochent aux autres dirigeants de s'accrocher à des demandes irréalisables ; ils s'en vont pour créer le Parti réformiste destourien. Pour faire avancer la cause, Naceur Bey annonce, le 3 avril 1922, sa volonté d'abdiquer si le programme nationaliste n'est pas adopté sous 48 heures. Les autorités du protectorat s'arrangent pour le faire renoncer à ce projet. Le 5 avril, le résident général Lucien Saint convainc le bey de ne pas abdiquer, de désavouer le Destour et d'affirmer que son intention d'abdiquer n'était pas sincère. Le 11 juillet, trois jours après la mort de Naceur Bey, les réformes élaborées sous sa régence sont signées : elles mettent en place des assemblées dans lesquelles les Tunisiens sont représentés mais en moins grand nombre que les Français et avec plus de délégués désignés par l'administration que d'élus.
Les premières grèves ont lieu durant l'hiver 1924 à l'instigation d'ouvriers d'une cimenterie, de journaliers agricoles et de dockers. Cette même année, les nationalistes tentent de faire échec à une nouvelle loi qui veut faciliter la naturalisation des Tunisiens mais leur campagne de télégrammes et de pétitions échoue et le texte est ratifié par le bey. Les destouriens comptent alors 45 000 adhérents et sont majoritairement recrutés parmi les notables pour les dirigeants et les artisans, les commerçants, les agriculteurs et les petits propriétaires. Le mouvement est dominé par les figures d'Ahmed Essafi et Salah Farhat après l'exil de Thâalbi en 1923.

#### Nouvelle impulsion
À la suite des grèves de l'hiver 1924-1925, Mohamed Ali El Hammi fonde en janvier 1925 la Confédération générale des travailleurs tunisiens (CGTT), premier syndicat autonome de l'empire colonial français qui appuie le Destour. Plus tard dans l'année, le syndicat rompt ses relations avec le Parti communiste tunisien (PCT) fondé le 18 décembre 1921 au congrès de La Goulette. Les autorités coloniales réagissent aux mouvements de grève en arrêtant les dirigeants communistes et CGTT dans ce qui devient le « complot destouro-communiste ». Les avocats du Destour (Ahmed Essafi, Salah Farhat et Taïeb Jemaïl) défendent les dirigeants du syndicat tunisien lors du procès qui s'ouvre le 12 novembre 1925. Le verdict est sévère : tous les accusés (Jean-Paul Finidori pour les communistes, Mohamed Ali El Hammi, Mokhtar Ayari, Mohamed Ghannouchi et Mahmoud Kabadi pour la CGTT) sont expulsés de Tunisie. Le calme revient chez les ouvriers.
Le 29 janvier 1926 sont promulgués les décrets dits « scélérats ». La presse est maintenant strictement règlementée, la répression des crimes et délits politiques est accrue. Malgré la campagne de presse des journaux destouriens, l'entrée en vigueur de ces lois répressives incite les nationalistes à la prudence, par peur de l'interdiction de leurs publications. Cela n'empêche pas l'accroissement du nombre de cellules dans l'arrière-pays, la création de nombreux syndicats dans toutes les corporations et la multiplication de société culturelles qui, sous couvert de littérature, d'art ou de philanthropie, permettent de conserver l'union entre les Tunisiens.
D'importantes grèves secouent à nouveau le pays en 1928 : celles des dockers, des étudiants de la Zitouna et des traminots.
Dans un contexte de difficultés économiques et sociales engendrées par le krach de 1929, le mouvement nationaliste gagne en vigueur et en audience auprès d'une population confrontée à une forte croissance démographique, surtout au sein de la population musulmane, et à une hausse du chômage découlant du manque de débouchés. Par ailleurs, la scolarisation a progressé, notamment au sein de la petite bourgeoisie qui articule désormais des idées différentes de celles des notables plus conciliants avec le régime du protectorat. C'est ainsi qu'une nouvelle génération de lettrés provinciaux, ayant suivi des études supérieures en France, rentre au pays et se lance dans le journalisme militant en se tournant directement vers les masses populaires. Au niveau régional, on assiste alors à un renouveau nationaliste du fait que certains pays arabes, comme l'Égypte en 1922 et l'Irak en 1930, voient leur indépendance accordée par le Royaume-Uni.
Figure de la génération montante, l'avocat sahélien Habib Bourguiba fustige dès 1930 le régime du protectorat dans des journaux comme le quotidien francophone La Voix du Tunisien, journal du Destour fondé par Chedly Khairallah, et L'Étendard tunisien,. Il y dénonce la tenue du 7 au 11 mai 1930 du trentième congrès eucharistique à Carthage mais aussi le système des décrets beylicaux, les avantages des Européens et réclame l'accès des Tunisiens à tous les postes administratifs. En 1932, il fonde avec Tahar Sfar, Mahmoud El Materi et Bahri Guiga le journal L'Action tunisienne. Il déclare rechercher « avec prudence et sincérité un remède à la crise économique, morale et politique de la Tunisie, défendre en dehors de tout esprit de caste et de démagogique stérilité, les intérêts de tous les Tunisiens, sans distinction de religion. La Tunisie que nous entendons libérer ne sera pas une Tunisie pour musulmans, pour Juifs ou pour chrétiens. Elle sera la Tunisie de tous ceux qui, sans distinction de religion ou de race, voudront l'agréer pour leur patrie et l'habiter sous la protection de lois égalitaires ». Outre l'émancipation du peuple tunisien, Bourguiba prône aussi une forme de laïcité, ce qui marque une rupture avec les positions traditionnelles du mouvement destourien.

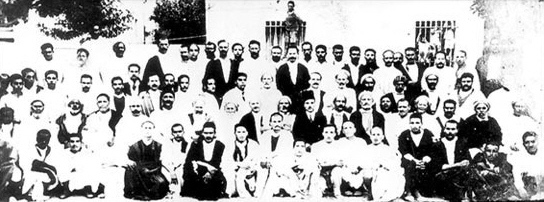
Délégation dépêchée auprès du bey concernant la question des naturalisés.

Le 31 décembre 1932, le problème des Tunisiens naturalisés ressurgit. L'annonce de la mort à Bizerte d'un musulman naturalisé français et la fatwa du mufti de la ville, le cheikh Idriss Cherif, interdisant son inhumation dans un cimetière musulman mettent le feu aux poudres. L'Action tunisienne lance alors une campagne de presse qui provoque de violentes manifestations à Hammam Lif, Ferryville et Kairouan. La moindre rumeur de mort d'un naturalisé tunisien déclenche des émeutes. La résidence générale cède : un décret daté du 6 mai 1933 préconise la création de cimetières spéciaux pour les naturalisés. Cette victoire galvanise les militants qui réclament la convocation d'un congrès extraordinaire du Destour. Celui-ci se tient les 12 et 13 mai à Tunis, à la rue de la Montagne. Auréolés de la victoire de leur campagne de presse, tout le groupe de L'Action tunisienne est élu à l'unanimité à la commission exécutive du Destour.
Le résident général, François Manceron, inquiet de cette subite renaissance, ne fait pas dans la demi-mesure. Le 31 mai 1933, un décret suspend les journaux L'Action tunisienne (Habib Bourguiba), La Voix du Tunisien (Chedly Khairallah) et La Voix du peuple (Ahmed Essafi). Le même jour, le Destour est dissous.

### Avènement de la rupture: le Néo-Destour
Bourguiba ne reste pas longtemps à la commission exécutive du Destour. Ulcéré qu'on lui ait reproché d'avoir mené une délégation auprès du bey sans avoir l'autorisation du parti, il démissionne le 9 septembre. Il est rejoint par les autres membres de L'Action tunisienne le 7 décembre lorsque ceux-ci démissionnent par solidarité avec Bahri Guiga, exclu pour avoir trop parlé à la presse. Le 2 mars 1934, bien qu'exclus de la direction, les démissionnaires convoquent à Ksar Hellal un congrès du Destour qui réunit les délégués des cellules des différentes régions de la régence. Présidant les débats, les dirigeants de L'Action tunisienne font aux congressistes l'historique de la crise, dénoncent la politique de collaboration des membres de la commission exécutive et préconisent l'intensification de la lutte jusqu'à la victoire finale. Le congrès proclame la dissolution de la commission exécutive et approuve les statuts du Néo-Destour conduisant à la scission du parti en deux branches.

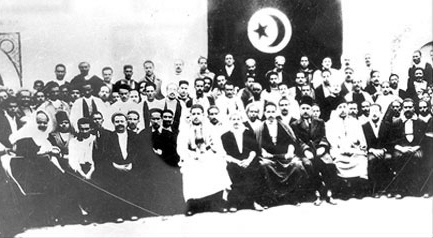
Délégués au congrès du Destour à Ksar Hellal.

La première, islamisante, panislamiste et traditionaliste, conserve le nom de Destour ou Vieux-Destour. La seconde, moderniste et laïque, le Néo-Destour, prend la forme d'une formation politique moderne, structurée sur les modèles des partis socialistes et communistes européens, et déterminée à conquérir le pouvoir pour transformer la société. Elle critiquait en effet la branche du Destour qui luttait contre le régime du protectorat « entre deux parties d'échecs ».
Un universitaire tunisien décrit ainsi la rivalité entre les deux mouvements : « Le Vieux Destour était un parti de notables, de gens biens élevés, distingués, d'arabisants formés en majorité à l'université religieuse de la Zitouna. Bourguiba et ses compagnons avaient, dans l'ensemble, un profil et des visées très différents. Issus de la petite bourgeoisie du littoral, ils étaient considérés, avec dédain, comme des Afaqiyin, « ceux qui viennent de derrière l'horizon », un euphémisme servant à désigner les provinciaux.
Ils avaient suivi un cursus moderne, bilingue, étaient aussi à l'aise en français qu'en arabe, cultivaient une proximité avec le peuple, lui parlaient dans sa langue, en dialectal, et avaient l'ambition de créer un grand parti de masse ». Le nouveau parti privilégie l'action politique, la mobilisation de ses adhérents et leur prise de conscience et estime qu'il doit convaincre l'opinion française tout en adaptant sa stratégie aux nécessités de l'action. Intellectuellement jeunes, socialement modestes, ayant fait leurs études en France, les néo-destouriens se réclament des principes de la vie occidentale. Le bureau politique du parti est composé d'un médecin et de quatre avocats : Bourguiba et El Materi le dirigent, Tahar Sfar en est le secrétaire général alors que Bahri Guiga et M'hamed Bourguiba en sont les trésoriers.
Ayant fondamentalement le même programme que le Destour, le Néo-Destour diffère sur les moyens à mettre en œuvre pour parvenir à ses fins car il a souvent recours à la violence. Il revendique clairement l'indépendance tout en dénonçant l'impérialisme français. Les agitateurs tunisiens sont aidés par les indigènes algériens qui sont sous la menace d'une expulsion par le résident général aux termes d'un édit de 1778 car ils sont originaires d'un département français. Cependant, le résident général reçoit instruction de la direction des Affaires étrangères lui signifiant de ne pas le faire, étant donné que l'édit n'est valable que pour les citoyens français.

#### Répression de septembre 1934
Dans le journal L'Action tunisienne, Bourguiba et le Néo-Destour demandent la souveraineté nationale et l'avènement d'une Tunisie indépendante « accompagné d'un traité garantissant à la France une prépondérance aussi bien dans le domaine politique que dans le domaine économique par rapport aux puissances étrangères ». Pour atteindre ce but, ils exigent le transfert des responsabilités gouvernementales, législatives et administratives même si cela permettrait la préservation des intérêts français dans les domaines culturels et économiques. Ces exigences provoquent un conflit entre le gouvernement français et le mouvement nationaliste, ce d'autant que les responsables du parti engagent une action d'envergure à travers le pays pour sensibiliser les populations à leur message : le résident général Marcel Peyrouton, voulant briser le nationalisme, censure la presse et envoie, le 3 septembre 1934, Habib Bourguiba, Mahmoud El Materi et M'hamed Bourguiba en résidence surveillée à Kébili, Ben Gardane et Tataouine. Des émeutes éclatent aussitôt partout dans le pays. Elles sont particulièrement violentes à Moknine où trois émeutiers et un gendarme indigène sont tués. Le 1er janvier 1935, Ahmed II Bey est violemment interpellé par des manifestants qui lui réclament d'intervenir en faveur des déportés. En réaction, dès le lendemain, Tahar Sfar et Bahri Guiga sont eux aussi arrêtés et exilés dans le Sud. Le 3 avril 1935, tous les déportés sont regroupés à Bordj le Bœuf où sont internés 46 néo-destouriens, douze communistes (Hassen Saadaoui, Taieb Dabbab, Léon Zana, Lucien Valensi, Ali Jrad, etc.) et trois membres du Destour (Mohieddine Klibi, Cheikh Karkar et Ali Boukordagha). Peyrouton propose dans le même temps d'interdire aux Tunisiens de suivre leurs études en France et de fixer un numerus clausus pour limiter le nombre de bacheliers. Lors d'un discours aux membres français du Grand Conseil, il se justifie par ces mots : 
« Si j'ai pris des mesures qui me valent les reproches de certains milieux, où l'on tend à me représenter comme un « fasciste déchaîné », c'est pour vous, Messieurs ; c'est pour vous tous, que j'ai attiré sur ma tête ces violentes condamnations. »

#### Négociations avec le Front populaire

##### Arrivée d'Armand Guillon et expansion du Néo-Destour
L'impasse politique en Tunisie incite le gouvernement français à changer le résident général. Armand Guillon débarque à Tunis le 16 avril 1936 avec la ferme intention de tout faire pour que le calme revienne en Tunisie. Dès le 22 avril, tous les déportés sont libérés à l'exception des huit dirigeants du Destour et du Néo-Destour qui sont assignés à résidence à Gabès et Djerba. Après les avoir rencontrés le 19 mai, le résident général les autorise à rentrer à Tunis où ils reçoivent un accueil enthousiaste.

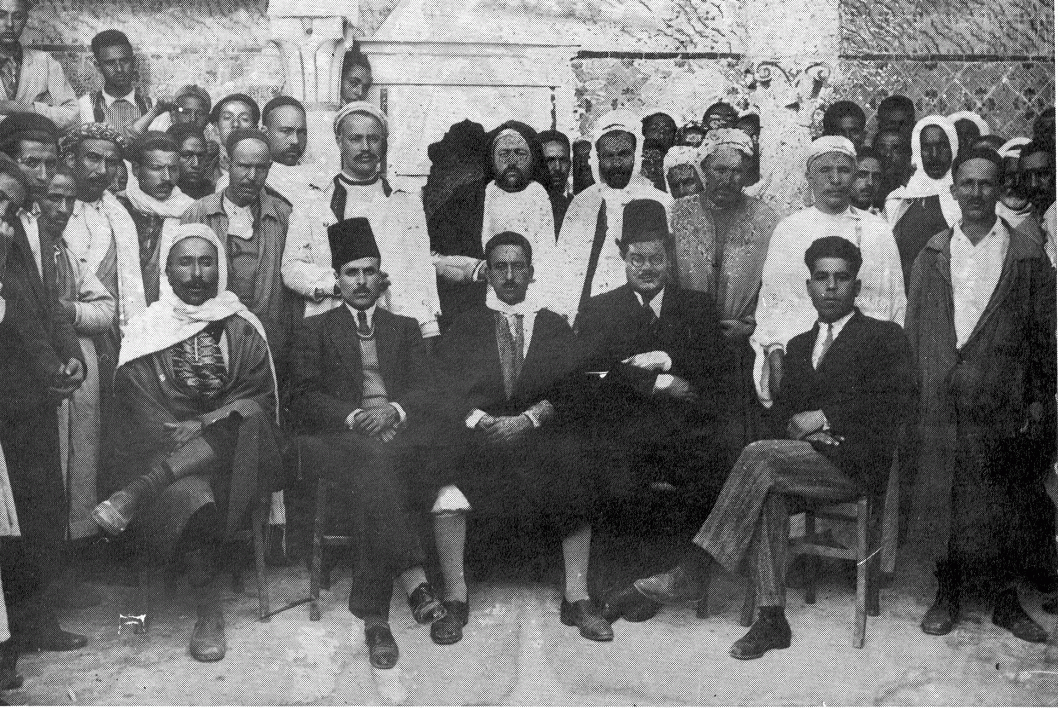
Fondation de la section du Néo-Destour à Béja.

L'arrivée au pouvoir en France du Front populaire en juin 1936, soulève un espoir en Tunisie. Le 29 juin, le bureau politique du Néo-Destour (Mahmoud El Materi, Bahri Guiga et Salah Ben Youssef) présente à Armand Guillon un cahier de revendications touchant à la vie politique, administrative et sociale du pays. Dans le même temps, Habib Bourguiba se rend à Paris accompagné de Slimane Ben Slimane. Le 11 juillet, il y rencontre Pierre Viénot, sous-secrétaire d'État chargé des protectorats du Maghreb, pour lui présenter les réformes demandées par le Néo-Destour. Les deux hommes se retrouvent le 28 août. Bourguiba lui réaffirme sa volonté de « substituer au régime despotique actuel basé sur le bon plaisir, un régime constitutionnel et démocratique qui permette au peuple de participer au pouvoir et de prendre une part active dans la confection des lois et le vote du budget ».
À son retour, Bourguiba réunit 10 000 militants enthousiastes au parc Gambetta le 11 septembre. Après leur avoir rendu compte de son action, il leur fait part de sa confiance apportée au nouveau résident général qui doit leur permettre de faire évoluer le protectorat vers l'indépendance du pays dans l'orbite de la France. Parmi l'assistance, nul ne doute que les premières mesures libérales prises par Armand Guillon (assouplissement de la législation sur la presse, sur les réunions et sur les manifestations sur la voie publique) l'ont été sous l'influence de Bourguiba.
Le Néo-Destour est alors en pleine expansion : les adhérents affluent et on ouvre des cellules partout dans le pays. On en compte 400 en 1937 qui regroupent 400 000 militants. On crée même des fédérations qui regroupent plusieurs cellules. C'est toute une organisation qui se met en place en s'appuyant sur des mouvements de jeunes : scouts, jeunesses destouriennes, Association des anciens élèves du collège Sadiki, etc.

##### Oppositions de la colonie française
Mais le mécontentement grandit dans le pays en raison de la crise économique et de la sécheresse persistante. Dans le Centre et le Sud du pays, des populations entières sont touchées par la famine et regroupées dans des camps d'hébergement, les tekias, où des distributions de nourriture ont lieu. Le Néo-Destour y voit la preuve de l'échec du protectorat. Devant ces attaques répétées, la prolifération de journaux nationalistes et la multiplication des meetings, les représentants de la population française prennent peur. Le 23 janvier 1937, leur président, M. Vénèque, écrit au résident général une lettre se terminant par : « Si des mesures énergiques et immédiates ne sont pas prises, le sang coulera, je vous en tiendrai pour responsable ».
Pour tenter de calmer les esprits et rassurer les Français, Pierre Viénot se déplace à Tunis en février 1937. Face aux attentes des deux communautés, il rassure ses compatriotes en déclarant que « l'installation de la France en pays de protectorat a un caractère définitif et aucun Français ne peut envisager la fin d'une participation directe de la France au gouvernement de ce pays », ce qui ne l'empêche pas de leur lancer que « certains intérêts privés des Français de Tunisie ne se confondent pas nécessairement avec l'intérêt de la France. Celle-ci n'a charge de leur défense que dans la mesure où ils ne sont pas en opposition avec les intérêts généraux de la Tunisie ». Les Tunisiens retiennent surtout de son discours sa volonté de les associer à la gestion du pays et à la vie publique tout en encourageant leur embauche dans l'administration et en développant l'instruction. Le discours est bien accueilli par le Néo-Destour. Bourguiba va même jusqu'à proclamer que « l'union indissoluble entre la France et la Tunisie constitue la base de toutes les revendications du Néo-Destour » pendant qu'El Materi écrit que « la population tunisienne dans sa totalité est prête à apporter sa collaboration à la mise en pratique de la politique nouvelle ».

##### Tensions sociales
Mais le pays n'a pas la patience d'attendre ces réformes qui ne viennent toujours pas. Peu avant la visite de Viénot, une émeute éclate à Mellassine, dans la banlieue de Tunis, à l'occasion d'une distribution de pain pour les indigents. Il faut l'intervention d'El Materi et de Ben Ammar pour ramener le calme mais on déplore une centaine de blessés. En mars, c'est à Métlaoui que le sang coule : un mouvement de grève parmi les mineurs vire au drame quand les forces de l'ordre réalisent que le gardien du dépôt d'armes de guerre fait partie des grévistes. L'assaut est donné lorsque les négociateurs sont pris à partie. Le bilan est très lourd avec seize morts et 32 blessés. D'autres mouvements de grèves sont réprimés dans le sang comme à Jérissa le 17 juillet (deux morts et quatre blessés) ou à Metline près de Bizerte le 31 juillet (un mort et cinq blessés).

##### Confrontations entre Destour et Néo-Destour
C'est dans ce contexte de tensions sociales et politiques qu'on apprend le retour du cheikh Abdelaziz Thâalbi. Le 5 juillet 1937, le vieux dirigeant arrive au port de Tunis où l'attend une foule innombrable rassemblée par le Néo-Destour qui espère bien le rallier en lui montrant la puissance de son organisation. Mais celui-ci a surtout pour volonté de réunifier les deux partis rivaux. Il pense toucher au but le 3 août 1937 quand les dirigeants du Destour et du Néo-Destour créent un comité ayant pour tâche de réaliser l'unité d'action. Mais Bourguiba n'entend pas se faire dépouiller de ses attributions. Après avoir dénoncé l'accord, il envoie ses militants saboter les meetings de Thâalbi. Militants du Destour et du Néo-Destour s'affrontent le 25 septembre à Mateur où on relève un mort et quatorze blessés graves. Le 2 octobre, à Béja, un militant néo-destourien est tué et quatre blessés lorsque les forces de police tentent de maîtriser les miliciens qui ont pris la ville pour empêcher tout meeting du parti rival. Face à ce déchaînement de violence, le Destour renonce aux réunions publiques et ne compte plus que sur son journal Al Irada pour faire connaître ses opinions.

##### Durcissement du Néo-Destour
Ces affrontements inquiètent le gouvernement français : les sentiments vis-à-vis du nationalisme tunisien sont beaucoup moins bienveillants depuis la chute du gouvernement Blum en juin 1937 et les néo-destouriens perdent un interlocuteur très compréhensif quand Pierre Viénot doit quitter son poste. Bourguiba tente de renouer des liens avec le nouveau gouvernement en se rendant à Paris en octobre. Il y rencontre Albert Sarraut, ministre d'État chargé de la coordination pour les affaires nord-africaines, qui lui fait comprendre que la dégradation de la situation internationale fait passer en second plan les aspirations du peuple tunisien et que l'heure est à la reprise en main de l'Afrique du Nord en prévision du conflit qui s'annonce. Le dirigeant nationaliste comprend alors que le temps des négociations pacifiques est passé.
Le congrès du Néo-Destour, qui se tient du 30 octobre au 2 novembre 1937, entérine les deux tendances apparues dans le parti au cours des derniers mois. La première, modérée, conduite par Mahmoud El Materi, Tahar Sfar et Bahri Guiga, souhaite continuer la collaboration avec la résidence générale. La deuxième, animée par Slimane Ben Slimane, Hédi Nouira, Habib Ben Guefta et Habib Bourguiba, prône une ligne intransigeante ; c'est cette dernière qui finit par l'emporter. Pour marquer son désaccord avec l'orientation autoritaire que Bourguiba impose au parti, El Materi présente sa démission de la présidence dès la fin du congrès. Elle est rendue officielle le 3 janvier suivant.
La ligne radicale adoptée par le parti a pour conséquence un durcissement des manifestations. Un mot d'ordre de grève générale est lancé pour le 20 novembre par solidarité avec les mouvements nationalistes algériens et marocains mais, face à l'hostilité de la plupart des organisations syndicales et de la section modérée du Néo-Destour, le mouvement est un échec.

Pour répondre aux réticences de beaucoup de Tunisiens face à cette surenchère, Bourguiba utilise le talent de sa plume pour mobiliser les énergies hésitantes. Le 25 décembre, dans un article de L'Action tunisienne, il s'en prend pour la première fois à Armand Guillon qui avait été épargné jusque-là et ajoute : 
« Tout se passe comme si le gouvernement cherche maintenant la bagarre ; il la trouvera. Et il n'est pas dit que la prépondérance en sortira victorieuse… Le pays est donc décidé à la lutte. Il est prêt aussi à tous les sacrifices que cette lutte comporte. »

##### De la tension à la confrontation du 9 avril
Les premiers affrontements ont lieu à Bizerte le 8 janvier 1938. Ce jour-là, une manifestation néo-destourienne veut se rendre au contrôle civil de la ville pour protester contre l'expulsion vers l'Algérie du secrétaire de la cellule, Hassan Nouri. Débordés, les policiers tirent, tuant sept militants et en blessant une dizaine.
Habib Bourguiba entame alors dès la fin du mois de janvier et jusqu'en mars, une tournée des cellules en Tunisie afin de mobiliser ses troupes en perspective d'une répression annoncée comme imminente. Il lance même des appels au refus de l'impôt et de la conscription et exhorte ses partisans à répondre à la répression par la résistance et l'agitation. Mais si les militants le suivent aveuglément, il n'en est pas de même des dirigeants du parti qui veulent éviter l'épreuve de force. Le conseil national réuni le 15 mars adopte une motion modérée malgré les manœuvres de Bourguiba pour imposer sa ligne radicale.

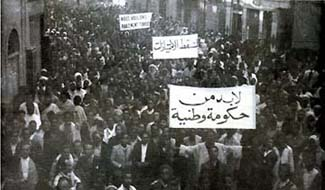
Manifestation du 8 avril 1938 à Tunis.

Face à ces discours enflammés, les forces de police réagissent en multipliant les arrestations : Slimane Ben Slimane et Youssef Rouissi le 4 avril, Salah Ben Youssef, Hédi Nouira et Mahmoud Bourguiba le 6 avril. Pour dénoncer ces arrestations, un appel à la grève générale est lancé pour le 8 avril. Malgré la tension, les manifestations se déroulent dans le calme à Tunis, à la grande fureur de Bourguiba qui souhaite « que le sang coule ». Une autre manifestation est alors annoncée pour le 10 avril. Mais c'est la veille que le bain de sang a lieu lors des événements du 9 avril 1938. Au terme d'une journée de guérilla urbaine, on relève un mort parmi les policiers, 22 morts chez les manifestants, et plus de 150 blessés.
L'état de siège est proclamé le jour même à Tunis, Sousse et au cap Bon, Habib Bourguiba est arrêté ainsi que Slimane Ben Slimane, Salah Ben Youssef et 3 000 autres membres du Néo-Destour. Le parti est dissous, ses documents saisis, les réunions publiques interdites et la censure appliquée. Le Destour, qui n'est pas réprimé lors de ces événements, reste rassemblé autour d'Abdelaziz Thâalbi, et poursuit une activité plus discrète. Pendant ce temps, le 10 juin 1939, Habib Bourguiba et 18 autres prévenus sont inculpés pour incitation à la guerre civile et conspiration contre la sûreté de l'État. Le déclenchement de la guerre empêche toutefois leur procès.
Cette répression pousse à la clandestinité le Néo-Destour qui incite ses nouveaux dirigeants à ne pas exclure l'éventualité d'une lutte plus active et provoque la radicalisation du mouvement,.

### De la répression aux négociations pour l'autonomie

#### Règne de Moncef Bey

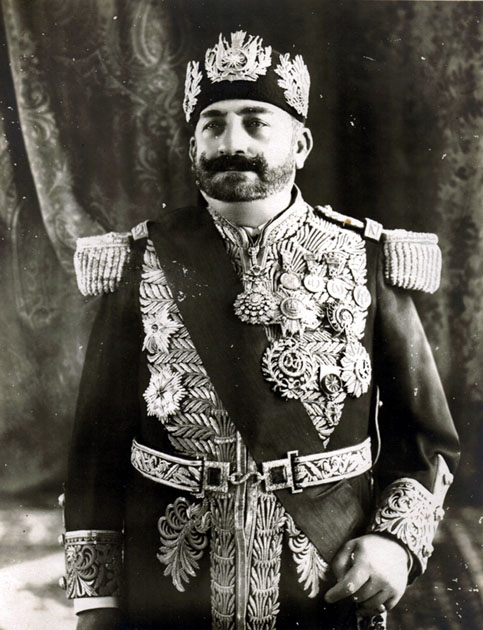
Portrait de Moncef Bey.

Jusqu'à la déclaration de guerre de la France en septembre 1939, le calme est de mise. En novembre 1938, Eirik Labonne remplace Armand Guillon en tant que résident général et prend des mesures d'apaisement. Face à l'aggravation des menaces internationales, la résidence décide de donner à la Tunisie une certaine autonomie économique. L'assouplissement du régime de rigueur empêche ainsi la reprise de l'agitation et les syndicats se distancient des partis nationalistes. Néanmoins, la vie politique et sociale est rapidement conditionnée par l'état de guerre. Le 1er septembre 1939, Labonne fait interdire par décret « toute propagation d'informations susceptibles d'avoir une influence néfaste sur l'armée et les populations ».
Le sixième bureau politique du Néo-Destour, formé à la fin 1939 et animé par Habib Thameur, enjoint aux cellules d'entretenir l'agitation. Mais ce bureau est démantelé le 13 janvier 1941 et ses principaux membres arrêtés. Quant aux membres du Destour, ils sont partagés entre les francophiles (Salah Farhat et Abdelaziz Thâalbi) et ceux qui ne restent pas indifférents aux prêches germanophiles du grand mufti de Jérusalem, Mohammed Amin al-Husseini (Moncef Mestiri et Mohieddine Klibi). Ces désaccords amènent l'interruption de la parution du journal du parti Al Irada le 22 mai 1940. Toujours est-il que Jean-François Martin relève que « la masse des Tunisiens accueillit avec satisfaction la défaite française de juin 1940 comme l'humiliation du conquérant qui se croyait invincible ».
Le 19 juin 1942, Moncef Bey monte sur le trône. Très populaire depuis qu'il avait poussé son père, Naceur Bey, à défier le résident général en 1922 pour faire progresser la cause nationaliste, il prend le relais des militants destouriens emprisonnés. Le 2 août 1942, il présente au résident général Jean-Pierre Esteva un mémorandum de revendications largement inspirées des programmes des nationalistes. Le 15 septembre 1942, c'est une fin de non-recevoir que le gouvernement de Vichy envoie en réponse au monarque. Le 9 novembre 1942, l'occupation de la Tunisie par les armées germano-italiennes à la suite du débarquement des troupes alliées en Algérie et au Maroc va changer la donne. Le 1er janvier 1943, profitant de l'affaiblissement des autorités françaises, Moncef Bey nomme un nouveau gouvernement sans en demander l'autorisation. Les nationalistes accèdent au pouvoir en la personne de Mahmoud El Materi (Néo-Destour) et Salah Farhat (Destour). Jusqu'à la déposition de Moncef Bey le 15 mai 1943, ils mettent tout en œuvre pour rétablir l'autorité tunisienne sur les administrations du pays.
Les Allemands tentent également d'utiliser cette situation pour faire basculer le camp nationaliste de leur côté. Ils font libérer les militants emprisonnés en France. Le 26 février 1943, six d'entre eux (Mahmoud Bourguiba, Salah Ben Youssef, Allala Belhouane, Mongi Slim, Slimane Ben Slimane et Hédi Nouira) arrivent en France. Habib Bourguiba est toujours retenu à Rome où on tente de lui arracher une déclaration de soutien à l'Italie fasciste. Mais il a déjà choisi son camp : le 8 août 1942, alors qu'il est encore détenu en France, il peut faire passer un message à Habib Thameur lui enjoignant « d'entrer en relation avec les Français gaullistes de Tunisie afin d'apporter un soutien inconditionnel aux Alliés ».
Après la conquête de la Tunisie par les Alliés, le bey, jugé trop proche des nationalistes, est déposé par un décret du général de la France libre, Henri Giraud, le 13 mai 1943,. Le lendemain, le résident général par intérim Alphonse Juin le fait embarquer dans un avion pour Laghouat, dans le Sud algérien. Malgré son refus d'abdiquer, son successeur, Lamine Bey, est couronné le 15 mai. Ce n'est que le 6 juillet que Moncef Bey déclare renoncer au trône de la régence. Mais ces dix mois de règne vont complètement changer le combat nationaliste. Après la période des combats de rue, cette expérience gouvernementale a montré qu'il était possible de réformer le protectorat depuis ses plus hautes instances. Le gouvernement français y voit également un très bon moyen de répondre aux aspirations des Tunisiens tout en restant dans un cadre légal et en évitant le climat d'insécurité des années 1930. Et, malgré les conditions douteuses de son intronisation, Lamine Bey saura appuyer les gouvernements successifs dans leur combat pour arracher ces réformes qui rendront son indépendance à la Tunisie.

#### Après guerre: le moncéfisme

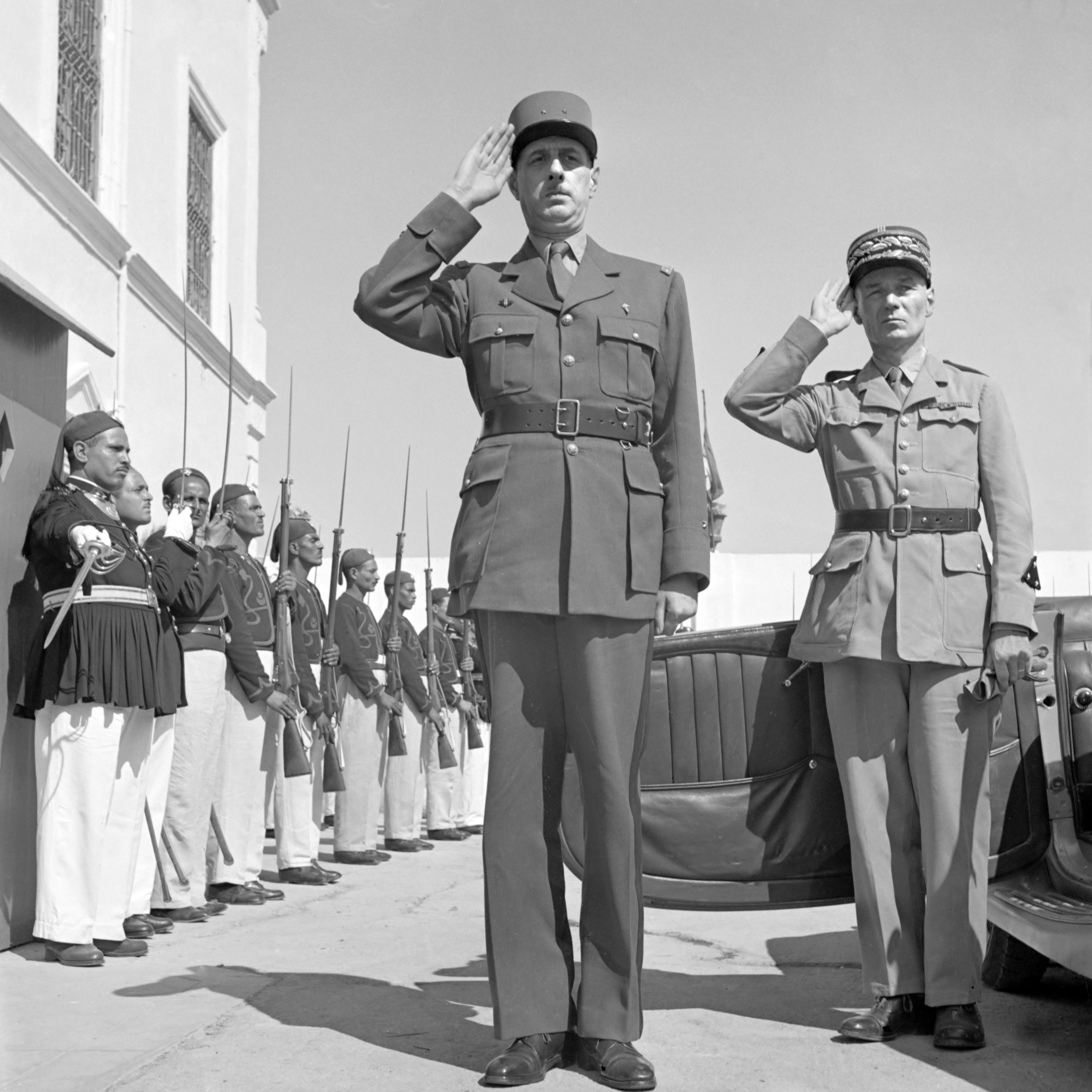
Charles de Gaulle et le résident général Charles Mast en 1943.

La mort d'Abdelaziz Thâalbi le 1er octobre 1944 unit destouriens et néo-destouriens autour de sa dépouille. Le 30 octobre 1944, les deux partis rivaux diffusent un communiqué commun réclamant « l'autonomie interne de la nation tunisienne (self government) à base démocratique et dont la forme sera déterminée par une assemblée issue d'une consultation nationale ». Tous sont unis pour réclamer le retour de Moncef Bey, seul monarque légitime aux yeux des Tunisiens. L'arrivée au pouvoir du général Charles de Gaulle, rival de Giraud, laisse espérer que la déposition sera annulée. Mais les espoirs s'évanouissent quand celui-ci reçoit officiellement Lamine Bey à Paris en juillet 1945.
Quelques mesures libérales sont octroyées par le gouvernement français le 15 septembre 1945 : la parité est enfin réalisée au Grand Conseil avec 53 délégués français et 53 délégués tunisiens et le Conseil municipal de Tunis est maintenant élu et non plus nommé. Mais ces réformes sont largement insuffisantes pour des Tunisiens qui considèrent que l'invasion de la Tunisie par les Allemands et la déposition de Moncef Bey, en violation des termes du traité du Bardo, ont retiré toute légitimité à la présence française.
Habib Bourguiba n'a pas attendu ces pseudo-réformes pour comprendre qu'il n'y a aucun espoir de faire évoluer la situation politique face à un gouvernement français qui tente de faire oublier ses échecs des dernières années. La création de la Ligue arabe au Caire le 25 mars 1945 lui donne l'espoir de trouver de l'aide chez des gouvernements amis pour faire pression sur Paris. Le 26 mars, il quitte clandestinement le pays pour l'Égypte. Salah Ben Youssef prend la direction du parti en son absence.
L'heure est à l'union entre tous les différents mouvements nationalistes, communistes compris. Un congrès présidé par Salah Ben Youssef et Salah Farhat et réunissant tous ces nouveaux alliés est organisé dans le plus grand secret le 23 août 1946 en plein ramadan, pendant la Nuit du destin. Après Farhat qui déclare que « puisque la France n'a pas respecté ses engagements, qu'elle a arbitrairement détrôné le bey et qu'elle fut incapable de défendre le sol tunisien et même son propre sol, nous proclamons l'indépendance totale de la Tunisie », Ben Youssef « condamne à mort aujourd'hui les relations franco-tunisiennes ». Malgré l'arrivée de la police, tous les participants ont le temps de proclamer leur volonté d'obtenir l'indépendance du pays.
Le retentissement du congrès de la Nuit du destin est international et contraint le gouvernement français à annoncer des « réformes substantielles ». On décide d'établir la parité en Conseil des ministres entre les Français et les Tunisiens. Mahmoud El Materi et M'hamed Chenik sont approchés pour en faire partie. Mais devant le refus du gouvernement français d'autoriser le retour de Moncef Bey, ceux-ci déclinent la proposition. Un ancien dirigeant du Destour, Ali Bouhageb, devient ministre de la Santé. Mais, à peine nommé, ce nouveau gouvernement doit faire face à une grave crise.
Depuis le 20 janvier 1946, un nouveau syndicat s'est invité dans le débat. Fondé par Farhat Hached, l'Union générale des travailleurs tunisiens (UGTT) tente de fédérer les ouvriers tunisiens dans un mouvement indépendant des grandes centrales syndicales françaises. D'obédience nationaliste, elle refuse pourtant la tutelle du Néo-Destour, même si leurs mots d'ordre sont souvent communs. Le 5 août 1947, l'UGTT déclenche une grève générale à Sfax : la gare et les ateliers de la Compagnie des phosphates et des chemins de fer de Gafsa sont occupés par les militants. Pour dégager les lieux, on envoie la troupe. À la fin de la journée, on relève 29 morts et 57 blessés. L'impuissance du gouvernement tunisien devant ces violences montre que, malgré les promesses du gouvernement français, rien n'a changé.
La mort à Pau de Moncef Bey le 1er septembre 1948 crée une émotion considérable dans tout le pays. Jusqu'au bout, les Tunisiens avaient espéré revoir sur le trône ce monarque injustement déposé. Le cercueil est rapatrié à Tunis sur le destroyer Somali dès le 5 septembre et escorté jusqu'au cimetière du Djellaz par une foule estimée à 300 000 personnes très bien encadrée par le service d'ordre de l'UGTT. C'est la fin de ce qu'on a appelé le moncéfisme. Mais en supprimant l'hypothèque du retour de Moncef Bey, cette mort va paradoxalement relancer le combat nationaliste.
Le premier à en tirer les conséquences est Salah Ben Youssef qui, dès le mois de janvier 1949, prend contact avec le grand vizir pour examiner dans quelles conditions le ministère pourrait être remanié pour une éventuelle participation destourienne. Mais ces négociations n'aboutissent pas. En fait, le principal bénéficiaire de la disparition de son prédécesseur est Lamine Bey qui y gagne une légitimité que tous les Tunisiens lui contestaient jusqu'à présent. Le 27 juillet 1949, à l'occasion de l'Aïd es-Seghir, il s'enhardit à demander au résident général Jean Mons « l'introduction de réformes substantielles et nécessaires, susceptibles de satisfaire les aspirations de tous les habitants de notre royaume ». L'implication du dépositaire officiel de la souveraineté tunisienne dans le mouvement national va changer la donne. Même si le protectorat a eu tendance à évoluer vers une administration directe, toutes les lois ne peuvent être promulguées qu'avec l'assentiment du bey. Son avis ne peut donc être ignoré, même si la situation politique du pays est très calme. C'est le moment que choisit Habib Bourguiba pour rentrer au pays en septembre 1949.

#### Retour de Bourguiba
Malgré tous ses efforts, ses quatre années à l'étranger lui laissent un goût amer. Dès son arrivée en 1945, il pense intéresser la Ligue arabe au combat nationaliste tunisien, en obtenant une représentation du Néo-Destour en son sein. Mais il se heurte à un refus devant la crainte des dirigeants arabes de déplaire au gouvernement français. Muni d'un passeport délivré au Caire par les services consulaires français, il entame une tournée des pays arabes voisins qui n'a guère plus de succès. Il décide alors de tenter sa chance aux États-Unis qui n'ont jamais caché leur hostilité au colonialisme. De décembre 1946 à mars 1947, il noue des contacts avec les délégations des pays asiatiques et arabes qui siègent à l'ONU. Mais ce n'est que grâce à l'appui de l'ambassadeur d'Arabie saoudite qu'il parvient à s'entretenir, lors d'une réception, avec le secrétaire d'État Dean Acheson. Celui-ci lui fait vite comprendre qu'en ces temps de guerre froide, la priorité des Américains n'est plus la décolonisation, ce qu'il confirmera plus tard en affirmant que présenter la question tunisienne aux Nations unies « ne profiterait qu'aux communistes ». Il ne reste plus à Bourguiba qu'à rentrer au Caire qui, en son absence, est devenu le centre de convergence des nationalistes d'Afrique du Nord.
L'arrivée en juin 1946 de nombreux militants en exil depuis la fin de la guerre, en raison de leur condamnation pour « sympathie à l'égard de l'Allemagne » (Habib Thameur, Taïeb Slim, Rachid Driss, Hédi Saïdi, Hassine Triki, Azzedine Azzouz, Allala Laouiti, etc.) permet d'ouvrir un bureau du Néo-Destour au Caire, qui devient un point de ralliement des militants maghrébins de l'Istiqlal et du Parti du peuple algérien. Cet afflux incite Marocains, Algériens et Tunisiens à unir leurs forces. Du 15 au 22 février 1947 se tient au Caire le congrès du Maghreb arabe à l'issue duquel est décidée la création d'un bureau du Maghreb arabe se donnant pour tâche d'obtenir le retrait des forces françaises d'Afrique du Nord. Face au désintérêt des membres de la Ligue arabe pour le Maghreb, alors que la guerre en Palestine mobilise toute l'attention et tous les efforts, l'union des différents mouvements nationalistes maghrébins semble être le meilleur moyen pour faire entendre leurs revendications. Mais très vite, des dissensions apparaissent entre Tunisiens, Marocains et Algériens empêchant des démarches communes.
L'arrivée du dirigeant marocain en exil Abdelkrim le 31 mai 1947 relance le mouvement. Alors qu'il est en route pour le Sud de la France, où il doit être assigné à résidence, une délégation comprenant Bourguiba, Allal El Fassi et Abdelkhalek Torres profite de son escale à Port-Saïd pour le décider à débarquer et à rejoindre les nationalistes maghrébins. Sous son impulsion, le Comité de libération d'Afrique du Nord est créé le 5 janvier 1948. Les principes fondateurs du comité sont l'islam, l'arabisme, l'indépendance totale et le refus de tout compromis avec le colonisateur. Il est dirigé par l'émir Abdelkrim désigné président à vie et Bourguiba secrétaire général. Mais, malgré le prestige du dirigeant marocain, le comité n'a pas plus de succès que le bureau du Maghreb arabe. Obsédés par la question palestinienne, les dirigeants de la Ligue arabe refusent toutes les avances des nationalistes maghrébins et les problèmes financiers deviennent très vite criants. La tournée des pays arabes (Arabie saoudite, Syrie, Irak, Liban et Transjordanie) qu'entame Habib Bourguiba apporte le coup de grâce au comité, lorsque ce dernier est accusé par Abdelkrim d'avoir gardé les fonds récoltés et démis de ses fonctions en juin 1948. Ce nouveau revers ainsi que la prise de conscience des ambitions de Salah Ben Youssef à la tête du Néo-Destour le décide à regagner la Tunisie. Le bureau du Maghreb arabe et le Comité de libération vivoteront encore quelques années avant de disparaître, victimes des dissensions et de l'indifférence de la Ligue arabe.
Ces quatre années d'exil ont tout de même permis à Bourguiba de prendre conscience de l'importance d'avoir des relais à l'extérieur dans la bataille politique qui s'annonce face au gouvernement français. D'autres représentations du Néo-Destour à l'étranger viennent bientôt rejoindre celle du Caire : Damas ouverte par Youssef Rouissi en 1946, Paris (Mohamed Masmoudi), Bruxelles (Ahmed Ben Salah en décembre 1951), Stockholm (Ali Ben Salem), New York (Bahi Ladgham en avril 1952), Bagdad (Allala Belhouane en février 1952), Jakarta (Rachid Driss en octobre 1952), New Delhi (Taïeb Slim en novembre 1952) et Karachi (Rachid Driss en juin 1953). Ces antennes permettront d'alerter les opinions publiques et les gouvernements amis pendant les années noires et leur importance sera essentielle lorsque l'ONU aura à débattre du problème tunisien.

#### Préparation de la lutte armée
La tentation d'utiliser le sabotage et la lutte armée pour combattre le colonialisme a toujours été présente chez les nationalistes néo-destouriens. Dès 1941, certains jeunes Tunisiens créent la « Main noire » qui revendique plusieurs actes de sabotage avant d'être démantelée.
Les exploits des « fellagas de Zéramdine », des déserteurs de l'armée française qui échappent pendant quatre ans aux poursuites des forces de l'ordre tout en exécutant délateurs et collaborateurs, suscitent l'admiration de ceux qui n'espèrent plus en une victoire politique,. Ils périssent les armes à la main le 11 avril 1947.

Le retour de Bourguiba en septembre 1949 concrétise ce mouvement. Le Comité de libération qu'il dirigeait avec Abdelkrim avait conseillé de recenser les jeunes âgés de 18 à 40 ans ainsi que les armes détenues par le parti. Dès son arrivée en Tunisie, il demande à Ahmed Tlili de créer un Comité national de la résistance, avec dix responsables régionaux chargés d'organiser des groupes armés strictement cloisonnés, ainsi que des dépôts d'armes,. C'est dans une lettre écrite le 5 juillet 1950 à un ami tunisien résidant aux États-Unis qu'il expose son plan d'action lorsque la lutte politique aura échoué : 
« […] Que faire alors ?

Ici je reviens à ton idée très juste. Envisager la lutte armée et en préparer les moyens. Là encore il n'y a que les Néos pour pouvoir la mener à bien. Le peuple s'est fait à cette idée. Toute ma propagande orale des sept premiers mois de mon retour du Caire ont tendu à orienter le peuple dans cette voie au cas malheureusement probable où la France s'obstinerait à refuser tout compromis honorable et substantiel. Car je suis convaincu que l'O.N.U. n'évoquerait la question tunisienne qu'en cas de troubles graves en Tunisie. Une évocation de l'affaire « à froid » est impossible. C'est pourquoi je suis déjà entré en contact avec une personnalité pour la question fondamentale des armes (armes légères d'abord, pour la guérilla, les sabotages et l'exécution impitoyable des traîtres). L'ossature d'une organisation clandestine, à côté et en dehors du Parti, est déjà sur place […]
Il faudra à mon avis que tu voies les responsables du State Department. Tu les mettras en garde contre cette évolution de la question tunisienne qui pourra compliquer la tâche des U.S.A. en mettant la Tunisie dans le champ d'action de la guerre froide. Avant qu'il ne soit trop tard, c'est-à-dire avant que des troubles graves en Tunisie ne provoquent sûrement une intervention inévitable de l'U.R.S.S. et par voie de conséquences celle des U.S.A., le State Department serait bien avisé de faire pression, une pression sérieuse et discrète, sur la France pour qu'elle accepte le compromis que nous lui proposons et qui ne lèse en aucune façon ses intérêts fondamentaux en Tunisie, encore moins ceux des puissances atlantiques […]

Quant à notre résistance, je me prépare à la faire durer non pas un mois, mais six mois au minimum sinon un an. Mais comme la réaction militaire de la France sera terrible, le peuple risque d'être littéralement exterminé par les bombardements français vu la proximité du champ de bataille... »

#### Préparation de la lutte politique
L'indépendance de la Libye proclamée par l'Organisation des Nations unies le 21 décembre 1949 prend une importance particulière en Tunisie, comme l'indique Habib Bourguiba : « Si demain, ses habitants reçoivent des droits nationaux que l'on nous refuserait, la situation serait explosive ». Le 11 avril 1950, Lamine Bey écrit au président de la République française, Vincent Auriol, pour lui rappeler ses demandes vieilles de dix mois déjà, réclamant des « réformes substantielles et nécessaires », et ajoute : « Le Tunisien commence à donner des signes d'impatience et nous redoutons que cette impatience s'aggrave et se transforme en désespoir dont nous voudrions éviter les conséquences ». Après avoir rencontré le bey, Habib Bourguiba se rend à Paris le 14 avril pour y présenter les revendications tunisiennes en sept points :
- Résurrection de l'exécutif tunisien dépositaire de la souveraineté tunisienne ;
- Constitution d'un gouvernement tunisien responsable de l'ordre public présidé par un Premier ministre désigné par le souverain, lequel, en tant que chef de l'État, préside le Conseil des ministres ;
- Suppression du secrétariat général, qui coiffe toutes les administrations tunisiennes et détient ainsi l'autorité administrative ;
- Suppression des contrôleurs civils qui font de l'administration directe incompatible avec la souveraineté tunisienne ;
- Suppression de la gendarmerie française ;
- Institution de municipalités élues avec représentation des intérêts français dans les agglomérations où existent des minorités françaises ;
- Création d'une Assemblée nationale élue au suffrage universel, qui aura pour première tâche d'élaborer une Constitution démocratique.

#### Déclaration officielle du 10 juin 1950
Le message est enfin entendu puisque, le 10 juin, le ministre chargé du dossier, Robert Schuman, annonce à Thionville la nomination du résident général Louis Périllier qui « aura pour mission de conduire la Tunisie vers le plein épanouissement de ses richesses et de l'amener vers l'indépendance, qui est l'objectif final pour tous les territoires au sein de l'Union française ». 
Néanmoins, le président du Conseil Georges Bidault insiste auprès de Périllier pour lire sur Radio Tunis une version amendée du texte, qui remplace le terme « indépendance » par l'expression « autonomie interne ». Un nouveau gouvernement est donc nommé afin de mener les négociations devant amener la Tunisie à cette autonomie tant réclamée.

### Route vers l'indépendance

#### Premières négociations pour l'autonomie interne

##### Formation du gouvernement Chenik
Deux ans après la mort de Moncef Bey, le candidat naturel au poste de grand vizir est bien sûr M'hamed Chenik qui retrouve le poste qu'il avait occupé en 1943. Celui-ci voudrait réaliser un gouvernement d'union nationale en incluant des représentants du Destour et du Néo-Destour. Mais les destouriens refusent de faire partie d'un gouvernement de négociations tant que la France n'aura pas reconnu préalablement l'indépendance du pays. Les démarches de Chenik ont plus de réussite chez le parti frère qui, devant l'opposition du gouvernement français au choix de Bourguiba, désigne son secrétaire général, Salah Ben Youssef, comme représentant au sein du gouvernement. Deux autres nationalistes, Mahmoud El Materi et Hamadi Badra, font également partie de l'équipe qui est présentée à Lamine Bey le 17 août 1950 et, dans son discours d'investiture, Chenik ne laisse aucun doute sur les buts qu'il s'assigne :
« Le gouvernement que j'ai l'honneur de présenter à Votre Altesse est un ministère de négociation ayant essentiellement pour tâche, en même temps qu'il assurera l'administration, de conduire le pays vers une autonomie de plus en plus large répondant aux aspirations unanimes de la nation tunisienne, vers la restauration de notre souveraineté dans la plénitude de ses droits et prérogatives. Cette œuvre que Votre Altesse nous charge d'accomplir se réalisera par étapes, dans un délai raisonnable et sera la manifestation d'une coopération féconde entre le représentant de la France et le gouvernement de Votre Altesse. »

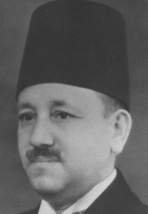
Portrait de M'hamed Chenik.

Pour contrer ces ambitions clairement affichées, le Rassemblement français de Tunisie lance une campagne de presse et des actions pour saboter l'action du gouvernement Chenik et stopper les négociations. Il se tourne vers les instances gouvernementales françaises, les groupes parlementaires et les coteries colonialistes, par l'intermédiaire d'une partie de l'administration restée sous son contrôle, avec l'appui des chefs de l'armée qui craignent l'affaiblissement de l'OTAN en Méditerranée. Face à cette opposition, Périllier cède et déclare le 7 octobre « qu'il paraît temps d'accorder une pause à la politique », ce qui fait l'effet d'une douche froide sur le gouvernement tunisien.
C'est dans ce contexte que, le 20 novembre, un mouvement social chez les travailleurs agricoles du domaine d'Enfida tourne au bain de sang, lorsque le directeur du domaine fait appel aux gendarmes pour casser la grève. La fusillade laisse huit morts et des dizaines de blessés sur le terrain. Mais le lendemain, c'est le gouvernement tunisien au complet qui prend part aux obsèques des victimes tout en réclamant le châtiment des coupables, ce qui tranche avec l'impuissance du gouvernement précédent lors des évènements de Sfax en août 1947. Face à cette colère, le gouvernement français accepte de reprendre les négociations.

##### Réformes du 8 février 1951
Une commission mixte franco-tunisienne, comprenant Salah Ben Youssef et Hamadi Badra côté tunisien, est mise sur pied et parvient à s'entendre sur un texte de réformes publié le 8 février 1951 :
- La présidence du Conseil des ministres est assurée par le grand vizir qui est le chef de l'administration et coordonne l'activité gouvernementale ;
- Le visa du secrétaire général sur les arrêtés du grand vizir et des ministres tunisiens est supprimé et remplacé par un assentiment donné par le résident général ;
- Dans la fonction publique, des quotas minimum en faveur des Tunisiens sont instaurés pour les recrutements : 50 % pour les catégories A et B (emplois supérieurs et principaux), 66 % pour la catégorie C (emplois moyens) et 75 % pour la catégorie D (petits emplois).

La déception est générale devant la portée limitée de ces timides réformes mais on se console alors en se disant que ce n'est que la première étape d'un processus qu'on sait long. Mais, face à la fronde des représentants des Français de Tunisie, les rapports entre les ministres tunisiens et le résident général se dégradent. C'est d'abord Ben Youssef qui est l'objet de la colère de Périllier lorsque celui-ci adresse le 10 mars un télégramme de soutien au sultan du Maroc Mohammed V. Face à la demande d'exclusion de son ministre, Chenik réplique en se plaignant de l'obstruction systématique des fonctionnaires français sur les travaux des ministres tunisiens et en refusant de présenter son budget devant la section française du Grand Conseil.

##### Discours du trône
Pour débloquer les négociations, Lamine Bey intervient le 15 mai, dans son discours du trône en apportant un soutien sans équivoque à son gouvernement et aux réformes réclamées : 
« Notre peuple a acquis le droit de respirer l'air de la liberté, d'étancher sa soif aux sources de la justice, de jouir de tous ses droits individuels et collectifs, de vivre dans la paix et la dignité dans le cadre de la souveraineté nationale intégrale […] Nous avons décidé de poursuivre une autre réforme qui comprendra en même temps que la réorganisation de l'exécutif, son mode d'établissement sur la base d'une représentation de toutes les classes de notre peuple dans des corps élus et leur consultation obligatoire afin que nos sujets agréent et acceptent les lois auxquelles ils sont soumis,. »
Contrairement aux usages, le discours lu par Hamadi Badra n'a pas été transmis à l'avance à la résidence générale, suscitant la protestation de Périllier qui réclame le renvoi du gouvernement. Lamine Bey réplique en adressant un télégramme au président de la République française Vincent Auriol, protestant énergiquement contre la démarche et le ton du résident général et redisant sa confiance en son gouvernement. Face à ce front uni, Périllier cède et renonce à ses exigences.
Au même moment, Bourguiba, persuadé de l'échec inéluctable de ce gouvernement, déclare le 27 mai devant le congrès islamique de Karachi : « Si nous sommes contraints d'user du seul langage que la colonisation française comprenne — celui de la violence — nous ne reculerons pas. Nous sommes prêts à tous les sacrifices pour reconquérir notre indépendance. Et vous verrez en Afrique du Nord, si la France continue à faire la sourde oreille à nos revendications et à s'obstiner dans une injustifiable attitude, des massacres épouvantables ».

##### Échec des négociations
Pour calmer la situation, Périllier propose à Robert Schuman, ministre des Affaires étrangères, d'inviter des ministres tunisiens pour discuter de leurs demandes, ce que Schuman accepte tout de suite. Le 31 octobre, en tant que grand vizir agissant au nom du bey, M'hamed Chenik remet officiellement à Schuman un mémoire résumant l'essentiel des revendications tunisiennes concernant l'autonomie interne. La réponse ne vient qu'un mois et demi plus tard par la note du 15 décembre 1951 affirmant le principe de co-souveraineté du protectorat, et le « caractère définitif du lien qui réunit la Tunisie à la France ».
C'est un désaveu cinglant de la politique menée par Périllier, qui est démis de ses fonctions le 24 décembre. L'année 1951 marque aussi une progression certaine du mouvement nationaliste qui gagne aussi bien les villes que le monde rural : le Néo-Destour, demeuré illégal et divisé en 470 sections et 23 fédérations, regroupe à la fin de l'année 150 000 adhérents dont un bon nombre est également membre de l'UGTT.

#### Années noires

##### Plainte tunisienne à l'ONU

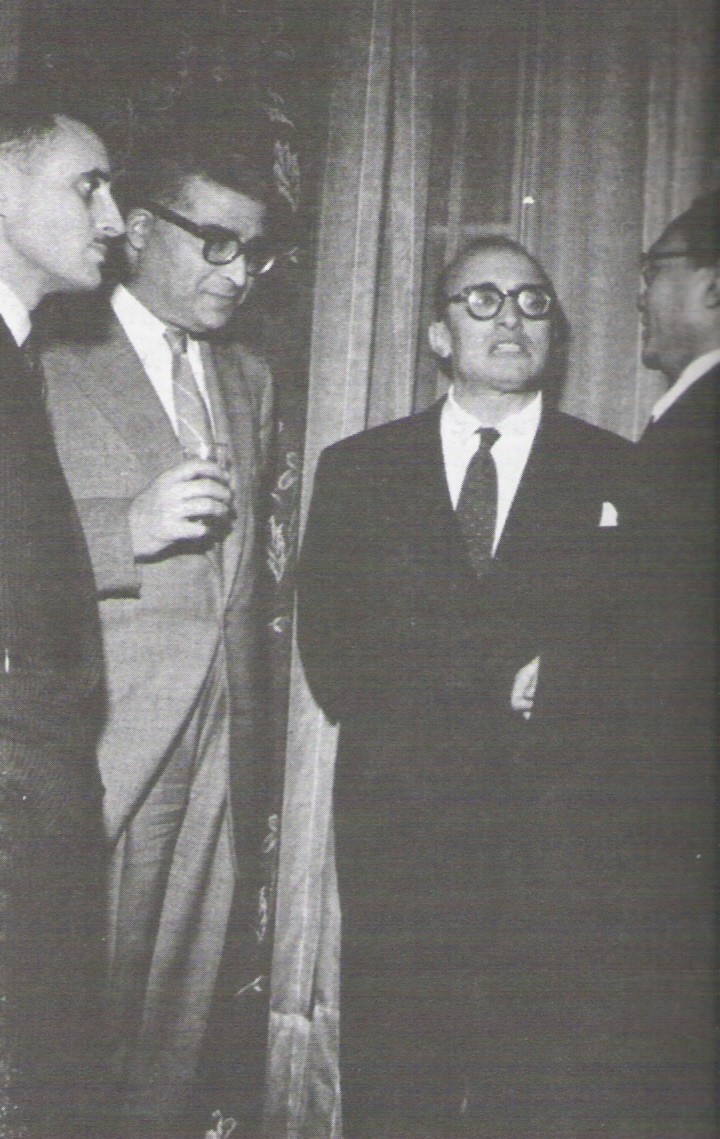
Délégation à l'ONU : Habib Bourguiba Jr., Bahi Ladgham, Salah Ben Youssef et U Thant (de droite à gauche) en 1952.

Dès qu'il prend connaissance de la lettre du 15 décembre, Bourguiba insiste auprès de Chenik pour porter le différend franco-tunisien devant l'ONU afin d'internationaliser le problème de la domination française. La requête est signée le 11 janvier au domicile de Chenik par tous les ministres en présence de Bourguiba, Farhat Hached et Tahar Ben Ammar entre autres. Le 13 janvier 1952, Salah Ben Youssef et Hamadi Badra quittent Tunis pour Paris, où ils comptent enregistrer la plainte.
Le 17 janvier, en réaction au dépôt de la plainte, le gouvernement français déclare que la plainte ne peut être examinée par le Conseil de sécurité puisque « la note est signée par des Tunisiens qui n'ont pas le droit de le faire sans l'accord du Bey, seul dépositaire de la souveraineté tunisienne. La France a la charge des Affaires étrangères de la Tunisie ; ce document aurait dû être remis au Résident qui est seul habilité à le transmettre ». De plus, la moitié du ministère beylical composée de sept directeurs français n'avait pas été consultée. Le secrétaire général des Nations unies, Trygve Lie, se range aux arguments français et remet la plainte à Jean Chauvel en tant que chef de la délégation française, ce qui équivaut à son étouffement pur et simple.

##### Début des émeutes

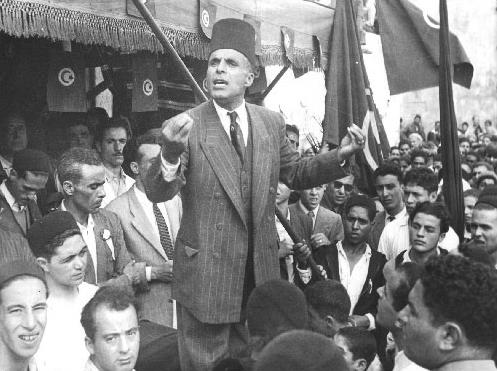
Discours prononcé par Bourguiba à Bizerte le 15 janvier 1952.

Quatre jours plus tôt, Jean de Hauteclocque, le nouveau résident général, était arrivé à Tunis sur un croiseur de la marine française. La politique qu'il entend mener en Tunisie peut être résumée par sa maxime favorite : « Jusqu'ici, nous avons bandé mou, maintenant il nous faut bander dur ». L'arrestation de 150 communistes et néo-destouriens le 18 janvier déclenche l'embrasement du pays et un durcissement des positions de chaque camp avec grèves générales, manifestations de rue et diverses formes de mobilisation populaire. Le Néo-Destour adopte cependant une stratégie adaptée aux événements alors que la complexité des situations laisse une grande marge de manœuvre aux chefs locaux dans le cadre des directives générales. Le 22 janvier, le colonel Durand est abattu au cours d'une manifestation de protestation organisée par le Néo-Destour à Sousse.
Les affrontements entre les manifestants et les forces de l'ordre, le 23 janvier à Moknine, se terminent par une fusillade : trois gendarmes sont tués et atrocement mutilés. De nombreux faits similaires se produisent à travers le pays.
Le ratissage du cap Bon par l'armée française, dès le 28 janvier — touchant principalement durant trois jours les localités de Tazarka, El Maâmoura et Béni Khiar — fait trente morts, d'après la commission d'enquête des ministres Mahmoud El Materi et Mohamed Ben Salem qui y incluent les victimes des répressions des manifestations à Nabeul et Hammamet (20 janvier) et Kélibia (25 janvier).

##### Arrestation du gouvernement Chenik

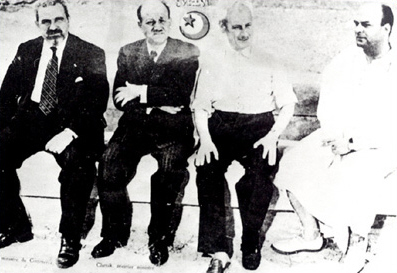
Ministres du cabinet Chenik exilés en mars 1952 : de gauche à droite Mohamed Salah Mzali, M'hamed Chenik, Mahmoud El Materi et Mohamed Ben Salem.

Le 26 mars, devant le refus catégorique de Lamine Bey de congédier le gouvernement, De Hauteclocque fait arrêter Chenik, El Materi, Mohamed Salah Mzali et Ben Salem, et les place en résidence forcée à Kébili dans le Sud du pays pendant que Bourguiba est transféré à Remada. C'est le coup de force du 26 mars 1952.
Un nouveau gouvernement est désigné sous la direction de Slaheddine Baccouche. Ce n'est que le 6 mai que les ministres internés sont autorisés à regagner leurs domiciles à Tunis, où ils sont placés sous surveillance policière. Le 23 mai, l'assignation à résidence est levée, les anciens ministres pouvant enfin circuler librement.

##### Assemblée des Quarante
Après l'arrestation de son gouvernement et des dirigeants néo-destouriens, Lamine Bey se retrouve seul face au résident général qui l'assaille pour qu'il signe le programme de réformes qu'il a concocté et qu'il lui présente pour signature le 28 juillet. Mais le monarque résiste en demandant un délai. Le 1er août, il réunit à Carthage quarante personnalités tunisiennes de toutes opinions politiques (destouriens, néo-destouriens, réformistes, socialistes, syndicalistes, religieux, israélites, etc.) pour connaître leur avis sur le projet présenté, tout en sachant que leur analyse doit s'appuyer sur le mémorandum de Chenik du 31 octobre 1950 et sur le discours du trône du 15 mai 1951.
Au bout d'un mois de débats et de consultations auprès de diverses catégories sociales et politiques, l'assemblée des Quarante conclut au rejet des réformes jugées insuffisantes au regard des aspirations tunisiennes. Le 9 septembre, le bey remet au résident général une lettre à l'attention de Vincent Auriol, lui annonçant son refus de signer le projet de réformes.

##### Assassinat de Farhat Hached
Face à cette unité de toute la société tunisienne, De Hauteclocque ne s'avoue pas vaincu et propose à la signature une nouvelle réforme instituant des élections municipales où les Français auraient une représentation supérieure à leur poids démographique. Là encore, Lamine Bey résiste, soutenu par Farhat Hached qui lui rend visite tous les jours. Ce dernier est le seul dirigeant charismatique à échapper aux arrestations grâce au soutien des organisations syndicales internationales. C'est ainsi qu'en juin, il publie un article dans le journal américain International Free Trade Union où il justifie à son tour la légitimité des aspirations du peuple tunisien à la liberté et à l'indépendance et dénonce la répression des autorités françaises.
Son assassinat par l'organisation colonialiste extrémiste de la Main rouge, le 5 décembre, déclenche de nouvelles manifestations, émeutes, grèves, tentatives de sabotage et jets de bombes artisanales. Devant la dégradation de la situation dans le pays, l'Assemblée générale des Nations unies vote, le 17 décembre 1952, par 44 voix (y compris les États-Unis) contre trois et huit abstentions la résolution latino-américaine 611 exprimant « l'espoir que les parties poursuivront sans retard leurs négociations en vue de l'accession des Tunisiens à la capacité de s'administrer eux-mêmes ».
Isolé dans son palais où plus aucun proche n'est autorisé à lui rendre visite, affaibli par la sub-occlusion qui s'est déclenchée à l'annonce du meurtre de Farhat Hached, le vieux monarque cède et, le 20 décembre 1952, signe deux décrets de réformes relatifs aux conseils de caïdats et aux municipalités.

##### Développement du mouvement fellaga
Les campagnes connaissent alors le développement d'un mouvement de lutte armée mené par les fellagas. L'accentuation de la répression, accompagnée de l'apparition du contre-terrorisme, incite les nationalistes à prendre plus spécifiquement pour cibles les colons, les fermes, les entreprises françaises et les structures gouvernementales. Les années 1953 et 1954 sont marquées par la multiplication des attaques contre le système colonial. Le mouvement nationaliste encourage la création de véritables unités de combat dans les différentes régions même si de modestes ressources permettent difficilement de les entretenir.
Protégés par leur insertion dans le milieu social et connaissant le théâtre des opérations, les maquisards réussissent à organiser une guérilla de harcèlement. En réponse, près de 70 000 soldats français sont mobilisés pour combattre les groupes dans les campagnes. Au terrorisme de la Main rouge, dont les membres sont issus des milieux français de Tunisie, répond celui de la Main noire composée de militants nationalistes et dirigée par Béchir Zarg Layoun.
Cette campagne de terreur donne toute sa mesure pendant les élections municipales qui se tiennent en Tunisie le 3 mai 1953. Les rares Tunisiens qui osent braver le mot d'ordre de boycott du Néo-Destour sont assassinés. Entre le 1er mars et le 31 mai, trente attentats ont lieu, au cours desquels huit candidats aux élections, hautes personnalités ou membres du service d'ordre sont tués et sept blessés.
Toutefois, le remplacement de Jean de Hauteclocque par Pierre Voizard, le 23 septembre 1953, contribue à l'apaisement par la levée du couvre-feu, de la censure de la presse et la libération des dirigeants nationalistes. Ben Youssef, basé au Caire, fait une tournée à travers l'Asie où, sur mandat des instances de son parti, il s'exprime à de nombreuses reprises en faveur de la cause du mouvement national.

##### Gouvernement Mzali

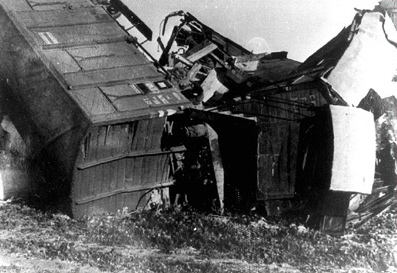
Train saboté par des militants nationalistes.

Le nouveau résident général tente de conserver le calme revenu dans le pays par de nouvelles réformes : création d'une assemblée consultative strictement tunisienne, création d'un conseil financier où Français et Tunisiens siègent en nombre égal, Conseil des ministres présidé par le grand vizir avec, pour la première fois, une large majorité de ministres tunisiens (douze contre quatre). Le gouvernement de Mohamed Salah Mzali — qui avait été déporté à Remada avec Chenik — est formé le 2 mars 1954 sur ces bases. D'anciens ministres de 1951 sont rappelés (Mohamed Ben Salem et Mohamed Saâdallah) mais aucun membre du Néo-Destour et Habib Bourguiba reste détenu sur l'île de La Galite. Après une période d'hésitations sur la conduite à mener face à ces réformes, le Néo-Destour donne l'ordre à ses cellules de reprendre les actions de résistance. Les attentats reprennent dans les campagnes. En réaction, trois jeunes résistants qui avaient été condamnés à mort en 1952 sont exécutés les 21 et 27 mars, ce qui ne fait qu'aggraver la situation. Voizard tente de ramener le calme en graciant la moitié des 900 condamnés tunisiens le 15 mai et en transférant Bourguiba le 22 mai sur l'Île de Groix en France, où il peut recevoir des visites. Mais rien n'y fait : le 24 mai, pour venger la mort d'un garde forestier français assassiné par les fellagas, des tueurs de la Main rouge assassinent deux notables tunisiens, les frères Haffouz. En représailles, cinq colons français sont assassinés au Kef et à Ebba Ksour le 26 mai. Mohamed Salah Mzali, lui-même, échappe à un attentat le 29 mai lorsqu'un inconnu vide son chargeur sur lui sans l'atteindre. Le 17 juin, il remet au bey la démission de son gouvernement, démission qu'il lui avait annoncée dès le 15 mai,.

#### Autonomie interne
La démission du gouvernement de Mohamed Salah Mzali ne laisse aucun « interlocuteur valable » au gouvernement Mendès France nouvellement investi, le 18 juin, six semaines après la défaite de l'armée française à la bataille de Diên Biên Phu (Indochine) et la chute du gouvernement Joseph Laniel. Le nouveau président du Conseil déclare immédiatement « qu'il ne tolérerait aucune hésitation ni réticence dans la réalisation des promesses faites à des populations qui avaient eu confiance en la France qui leur avait promis de les mettre en état de gérer leurs propres affaires ». Le 29 juillet, il convoque d'urgence le résident général Voizard, après avoir appris qu'il avait couvert les actions de la Main rouge, et le démet de ses fonctions. Neuf jours après la signature des accords de Genève sur l'Indochine, le 30 juillet 1954, le gouvernement français approuve le principe d'autonomie interne pour la Tunisie. Le lendemain, Pierre Mendès France débarque au matin dans un contexte d'intensification des attentats contre les Français et les Tunisiens « traîtres » qui crée une atmosphère délétère ; cela conduisit à l'interruption des communications avec la France et le positionnement des troupes à Tunis dès la veille au soir. Mendès France, qui souhaite mettre un terme à la violence engendrée par l'arrêt des négociations en 1951, sait qu'il jouit d'un préjugé favorable auprès du Néo-Destour pour avoir défendu, comme avocat, des militants nationalistes en 1952. Dans un discours prononcé au palais beylical de Carthage, en présence du ministre des Affaires tunisiennes et marocaines Christian Fouchet et du maréchal Alphonse Juin, il annonce cette décision à Lamine Bey, par le célèbre discours de Carthage : 
« L'autonomie interne de l'État tunisien est reconnue et proclamée sans arrière-pensée par le gouvernement français qui entend tout à la fois l'affirmer dans son principe et lui permettre dans l'action la consécration du succès. Le degré d'évolution auquel est parvenu le peuple tunisien — dont nous avons lieu de nous réjouir d'autant plus que nous y avons largement contribué — la valeur remarquable de ses élites justifient que le peuple soit appelé à gérer lui-même ses propres affaires. »
L'exercice interne de la souveraineté doit être attribué à des personnes et des institutions tunisiennes après la négociation de conventions « destinées à fixer clairement les droits des uns et des autres » et précisant « les obligations réciproques des deux pays et les garanties reconnues à la France et aux Français habitant en Tunisie ». Mendès France précise toutefois qu'« il est sans aucun doute de l'intérêt commun que la France reste présente en Tunisie », laissant entendre que l'option de l'indépendance n'est pas envisagée à ce stade mais plutôt qu'il faille appliquer à la lettre le traité du Bardo. Le 7 août, un gouvernement, incluant le Néo-Destour, est formé sous la direction du nationaliste indépendant Tahar Ben Ammar. Il exclut cependant, à la demande française, les ministres signataires de la plainte à l'ONU, dont Ben Youssef, ce qui contribue à le marginaliser au sein du parti. Le cabinet débute les pourparlers pour fixer les modalités de l'autonomie le 4 septembre alors que le Rassemblement français de Tunisie tente de s'y opposer en alertant ses amis politiques. Par ailleurs, le gouvernement Mendès France demande que les fellagas actifs dans les campagnes soient désarmés pour faire appliquer les réformes, ce que Bourguiba, d'abord hostile, finit par demander en décembre 1954. La plupart des combattants le suivent et déposent leurs armes en présence des autorités françaises et de représentants du Néo-Destour, même si certains commandants importants déclarent vouloir continuer la lutte, appuyé en cela par Salah Ben Youssef qui s'oppose à la ligne de Bourguiba. Depuis Genève, Ben Youssef, poursuivant sa ligne de rupture, dénonce le gouvernement français qui « n'entend nullement honorer ses engagements » et « ferait des Tunisiens les gestionnaires du régime colonial en Tunisie », une déclaration suscitant la polémique.

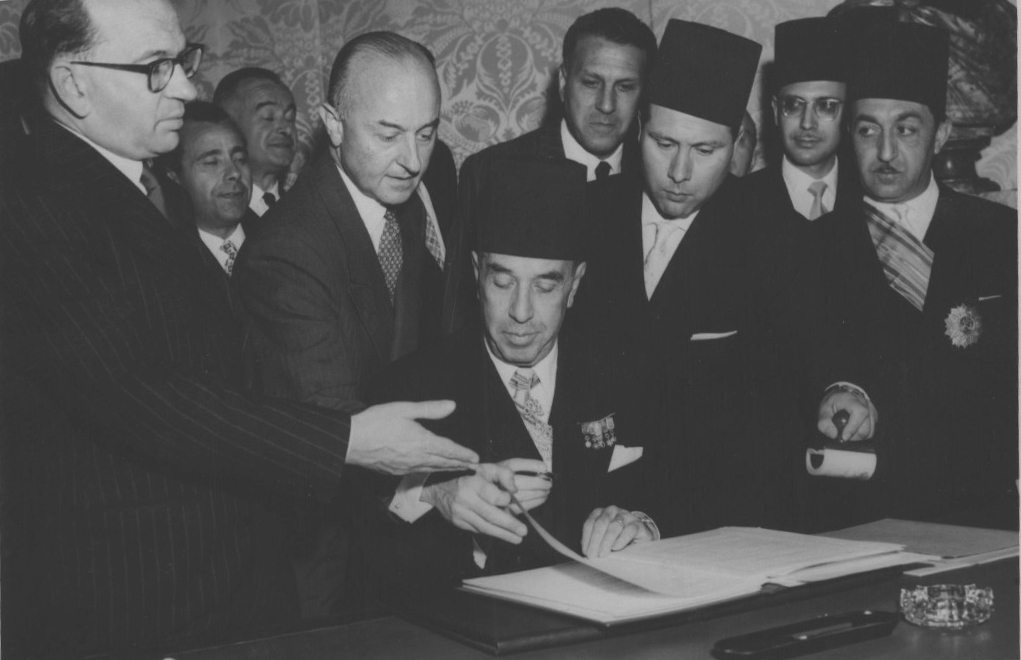
Signature par Tahar Ben Ammar des conventions de l'autonomie interne à Matignon le 3 juin 1955.

À l'occasion d'une entrevue entre Edgar Faure, arrivé au pouvoir après la chute de Mendès France le 5 février 1955, et Bourguiba, reçu pour la première fois à l'hôtel de Matignon, un protocole d'accord entre les deux gouvernements est rendu public le 22 avril 1955. Apprenant la nouvelle depuis la conférence de Bandung, Ben Youssef rejette l'accord qu'il juge contraire au principe d'autonomie interne et indique à un journaliste qu'il ne « [veut] plus être le second de Bourguiba ». Malgré des tentatives de conciliation entre les deux dirigeants, la rupture définitive est consommée. Selon Omar Khlifi, Ben Youssef se rapproche alors des services secrets égyptiens qui lui fourniront subsides et armes pour déstabiliser Bourguiba. Après le retour triomphal de ce dernier en Tunisie le 1er juin 1955, à la suite de trois ans et demi d'emprisonnement, les conventions franco-tunisiennes sont signées le 3 juin entre le Premier ministre Ben Ammar, son homologue français Faure, Mongi Slim et le ministre des Affaires tunisiennes et marocaines Pierre July,,. Elles prévoient le transfert au gouvernement tunisien de toutes les compétences, à l'exception de celles des affaires étrangères et de la défense, le remplacement du résident général par un haut commissaire — chargé de représenter la France et de protéger les intérêts de ses ressortissants — et l'instauration de l'arabe comme langue officielle. Ce protocole d'accord, destiné à promouvoir les « rapports de coopération selon des modalités librement consenties, dans le respect mutuel de leurs souverainetés propres », cherche à remplacer le protectorat par une communauté franco-tunisienne.

#### Luttes fratricides

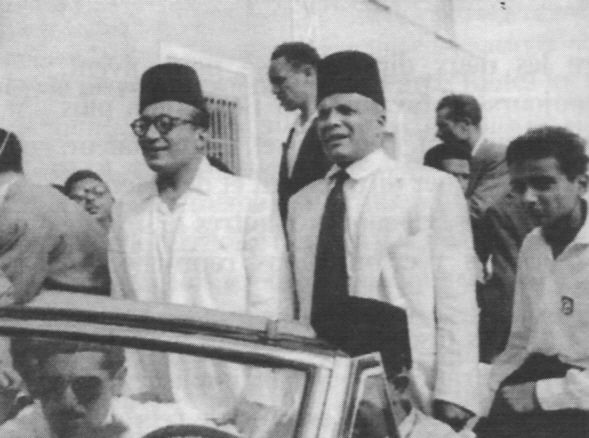
Retour de Ben Youssef accueilli par Bourguiba.

Les conventions sont dénoncées par le Rassemblement français de Tunisie. Elles divisent aussi le Néo-Destour. Ce qui provoque une violente confrontation entre les partisans de Bourguiba, prônant une indépendance obtenue pacifiquement « à travers des étapes, avec l'aide de la France et sous son égide », et ceux de Salah Ben Youssef « qui y voit une atteinte à la cause de l'arabisme et à l'indépendance intégrale, non seulement de la Tunisie, mais du Maghreb entier ». D'autant que le prestige acquis par ce dernier en exil semblait « considérable » en raison de l'attraction qu'il exerçait sur les adversaires des conventions et de la ligne adoptée par Bourguiba. Rentré le 13 septembre 1955, après quatre ans d'exil, et cherchant à obtenir l'appui des conservateurs, Ben Youssef prononce le 7 octobre un discours du haut du mihrab de la mosquée Zitouna. Il s'élève d'abord contre l'« islam bafoué » par le nouveau régime taxé d'« athéisme débauché ». Rappelant ensuite les soutiens dont il dispose dans d'autres pays arabes, il proclame que « l'Afrique du Nord est un tout. Il est inconcevable qu'une partie de ce territoire jouisse de l'indépendance totale ou partielle, alors que l'autre reste sous le joug du colonialisme français », appelant aussi à la reprise de la lutte armée.

Le futur ministre Tahar Belkhodja témoigne de ce coup d'éclat : 
« Je retrouvai, non sans gêne pour les uns et les autres, les dirigeants de la fédération du parti de Tunis-Capitale, trois de nos professeurs du collège Sadiki, certains dignitaires religieux. Ben Youssef, enflammé, jouait merveilleusement avec la corde sensible du Tunisien exalté. La frénésie de l'assistance était générale et les hésitants pouvaient être influencés par son engouement pour le nationalisme pur et dur, une lutte maghrébine commune, une solidarité arabe sans faille. »
Face à la réaction du haut commissaire français, qui juge les propos outranciers, le bureau politique du Néo-Destour démet, le lendemain, Ben Youssef de ses fonctions, une mesure qui n'est rendue publique que le 13 octobre et qu'il considère, le 14 octobre, comme « nulle et non avenue ». L'effervescence règne alors à Tunis, fermeture de 500 échoppes de la médina sur 1 300 et graffitis hostiles aux conventions et favorables à Ben Youssef dans plusieurs centres urbains. Le secrétaire général tente même de mettre sur pied sa propre organisation afin de court-circuiter les instances du parti. Le 28 octobre, Ben Youssef s'exprime à nouveau à la grande mosquée de Kairouan, traitant les membres du bureau politique de « mains criminelles » et se proclamant « pour l'Orient » alors que Bourguiba serait « pour l'Occident ». Dans les jours qui suivent, les partisans de Bourguiba tentent de saboter les discours que son adversaire souhaite prononcer à travers le pays, provoquant parfois quelques débordements. Toutefois, devant la tournure de la crise, l'establishment politique parfois ambigu se rassemble autour de Bourguiba, d'autant que ce dernier profite de la reconnaissance par la France du droit du Maroc à l'indépendance, le 6 novembre, pour faire monter la pression.
Ben Youssef refusant d'assister au congrès du Néo-Destour — tenu à Sfax du 15 au 18 novembre — qu'il juge illégitime, les conventions sont finalement approuvées et son exclusion confirmée. Ce dernier ne reconnaît pas celle-ci et, appuyé par des milieux conservateurs, fait renaître la divergence entre Néo-Destour et Destour. Ben Youssef tient, le 18 novembre, un meeting au stade Géo-André, auquel assistent près de 20 000 personnes ainsi que le ministre égyptien des Habous, son chauffeur personnel est abattu le 1er décembre et il attaque Bourguiba le 16 décembre en le comparant aux anciens résidents généraux De Hauteclocque et Peyrouton. Face aux troubles, les autorités françaises décident d'accélérer l'application des conventions en transférant la responsabilité des forces de l'ordre au gouvernement tunisien dès le 28 novembre, ce qui déplaît fortement à Ben Youssef qui craint les agissements du ministre de l'Intérieur Mongi Slim.
Cette opposition crée une atmosphère de guerre civile : assassinats, emprisonnements arbitraires, tortures dans des prisons privées illégales, maquisards qui reprennent les armes contre les forces tunisiennes, enlèvements par des milices et attaques des locaux des adversaires provoquent des dizaines de morts et de nombreux blessés. Afin de freiner les violences, un décret du 8 décembre « stipule de bannir à vie ou d'emprisonner durant cinq ans les instigateurs de complots contre l'État et d'exécuter quiconque armera des bandes, tentera de changer la forme du gouvernement, incitera les habitants à s'armer les uns contre les autres, portera le désordre, le meurtre et le pillage sur le territoire tunisien », ce qui n'empêchera pas les violences de durer jusqu'à l'été 1956. Mongi Slim informe Ben Youssef qu'il allait être arrêté par les forces tunisiennes, ce qui le pousse à quitter clandestinement la Tunisie pour Tripoli le 28 janvier 1956,.

#### Accord final
Pendant ce temps, Bahi Ladgham, Bourguiba et Ben Ammar négocient avec le gouvernement Mollet pour parvenir à conclure un accord aboutissant à l'indépendance, processus accéléré par l'indépendance finalement obtenue par le Maroc. Le 20 mars 1956 vers 17 h 40, dans un salon du Quai d'Orsay, le ministre français des Affaires étrangères Christian Pineau déclare que « la France reconnaît solennellement l'indépendance de la Tunisie » et appose sa signature au bas du protocole de l'indépendance, de même que Tahar Ben Ammar arrivé de Tunis au début de l'après-midi,. Le traité du Bardo devient dès lors caduc. La France conserve toutefois la base militaire de Bizerte pour plusieurs années.
La cérémonie se déroule en présence de nombreuses personnalités françaises et d'une centaine de journalistes, photographes et cinéastes, alors que la délégation tunisienne comprend, outre Ben Ammar, Mongi Slim, Ladgham et Mohamed Masmoudi. L'événement est célébré en Tunisie par des manifestations de joie et des réjouissances populaires jusque tard dans la nuit.

## Rôle du syndicalisme
Le mouvement ouvrier tunisien a joué un rôle de premier plan dans les actions du mouvement national, en lui apportant le soutien de couches de la population plutôt défavorisées, particulièrement les ouvriers. Chaque création de nouveau syndicat est l'occasion pour ses membres fondateurs de mettre en place de nouvelles solidarités. Ceux-ci sont en effet issus de groupes en marge de la société urbaine et constituant la fraction la plus démunie du prolétariat émergeant. Dans un premier temps, les dockers du port de Tunis, migrants originaires du Sud tunisien, organisent une grève « sauvage » en août 1924 qui n'est pas soutenue par les syndicats dépendants des centrales françaises. Cette manifestation conduit à la création de la CGTT en rupture avec la section locale de la Confédération générale du travail (CGT).
L'année suivante, une évolution de fond se dessine pour l'avenir de la Tunisie. 
Dans un second temps, ce sont les Kerkenniens de Sfax, noyau de la constitution des syndicats autonomes du Sud du pays, qui contribuent grandement à la création de l'UGTT à tendance clairement nationaliste. Dans tous les cas, les origines géographiques et sociales communes entre les travailleurs et les dirigeants nationalistes ont contribué à renforcer la cohésion de la dynamique du mouvement.
L'histoire du mouvement ouvrier a aussi été le théâtre de la lutte, durant les années 1920 et 1930, entre les nationalistes et les communistes pour la domination opérationnelle et idéologique du mouvement national. Celle-ci s'est finalement terminée par la victoire des premiers.

### Premières tentatives
La première centrale syndicale tunisienne indépendante des centrales françaises voit le jour le 3 décembre 1924 sous la direction de Mohamed Ali El Hammi, quatre ans après la naissance du Destour et du Parti communiste tunisien (PCT). Elle suscite vite une levée de boucliers de la presse locale et de tous les partis à l'exception du PCT qui lui apporte son soutien. La Confédération générale des travailleurs tunisiens naît en se détachant de la section tunisienne de la CGT alors considérée comme insuffisamment sensible aux aspirations des travailleurs tunisiens. Elle ne connaît toutefois qu'une existence très brève de quelques mois. Mais, grâce notamment à Tahar Haddad qui s'en fait l'historien, l'éphémère syndicat s'est inscrit dans les mémoires collectives. Il contribua grandement au décret du 12 novembre 1932 établissant le droit syndical pour la première fois dans un territoire sous domination française. La CGTT finit par renaître le 27 avril 1937 sous l'impulsion de Belgacem Gnaoui et d'Ali El Karoui, tous deux membres de l'Union départementale dont la direction reste dominée par les Européens. Les communistes, dont la position s'est renforcée au sein de la CGT, dénoncent cette deuxième tentative comme une division du mouvement ouvrier. C'est pourquoi, cherchant à ne pas se couper des autres organisations et à rester autonome face au Néo-Destour, la deuxième CGTT ne soutient pas la grève générale que celui-ci lance le 20 novembre de la même année, ce qui participe grandement à son échec. En retour, les nationalistes prennent le contrôle de la CGTT et placent Hédi Nouira à sa tête lors du congrès de janvier 1938. Ils parviennent ainsi à faire éclater l'organisation et prennent l'avantage dans la rivalité entre nationalistes et communistes.

### Naissance d'un pilier du mouvement national

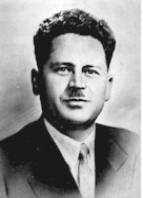
Portrait de Farhat Hached.

La loi du 9 octobre 1940, instaurée par le régime de Vichy, interdit les syndicats et instaure le service du travail obligatoire entériné par Habib Thameur, alors resté à la tête du Néo-Destour en l'absence de Bourguiba emprisonné. Avec l'arrivée des forces alliées en mai 1943, les syndicats se reconstituent sous l'impulsion des communistes — leur influence et leur implantation dans le pays ayant fait parallèlement de grands progrès — et dans un contexte de grandes difficultés économiques.
Cette ouverture favorise la fondation d'une puissante centrale syndicale d'obédience nationaliste, qui n'est pas le fait de membres du Néo-Destour car celui-ci restait affaibli par la répression des événements du 9 avril 1938 et par l'exil de ses dirigeants. Résultant de la fusion de syndicats autonomes fondés peu auparavant et considérés comme corporatistes et apolitiques, l'Union générale tunisienne du travail (UGTT) naît le 20 janvier 1946, sous l'initiative de Farhat Hached, dans une période de vide relatif qui renforce la nouvelle organisation engagée dans la lutte au travers de manifestations, grèves — toutes les grèves nationales s'organisent à la suite d'appels de l'UGTT — et affrontements violents avec les forces françaises. Le mouvement prend alors une ampleur croissante et joue un rôle de pointe en alliant la lutte anti-patronale et la lutte nationale. En outre, l'absence de Bourguiba en exil au Caire, de 1945 à 1949, et l'arrestation des dirigeants nationalistes et communistes, en janvier 1952, permettent à Hached de s'affirmer comme dirigeant ouvrier et national, d'autant plus que les autorités du protectorat le craignent pour sa capacité de mobilisation après les grèves sélectives de l'hiver 1951-1952.

### Rivalités et alliance
Avec le retour en grâce de Bourguiba, au début des années 1950, les mouvements politique et syndical, de force à peu près équivalente, éprouvent le besoin de collaborer afin de constituer un front commun pour mener la lutte de libération. Ils sont constitués d'une base sociale semblable : classes moyennes, intellectuels, fonctionnaires, commerçants, petits agriculteurs, chômeurs et exclus. Bourguiba et Hached, qui se rencontrent alors pour la première fois, voient leurs portraits affichés côte à côte lors de chaque réunion. Au congrès du Néo-Destour tenu à Sfax à l'automne 1955, les syndicalistes sont présents en masse parmi les congressistes.
Le principal défi du mouvement syndical est dès lors d'appuyer le mouvement politique dans le combat commun tout en gardant une autonomie d'action dans ce qui constitue son principal objectif : la défense des travailleurs tunisiens. Le Néo-Destour, et surtout son dirigeant Habib Bourguiba, « croyait détenir une vérité qu'il ambitionnait de transmettre aussi bien à la base de son parti qu'à celles des autres organisations nationales ». Il a donc tendance à considérer l'UGTT comme une simple courroie de transmission, ce qui engendre un climat de concurrence et de rivalités entre les deux mouvements, l'UGTT étant parfois tenté d'imposer le modèle travailliste en inversant le sens de la courroie du syndicat vers le parti. René Galissot a expliqué cette relation par le fait que c'est « l'intelligentsia d'origine bourgeoise » qui avait fourni une partie de l'encadrement syndical, ce qui explique que le « syndicalisme apparaît très tôt comme un instrument de carrière politique, ou comme le moyen de donner une base au parti Néo-Destour ».

### Prise de contrôle
Les deux organisations présentent de nombreuses différences, notamment en matière de tradition démocratique mais aussi en termes d'objectifs : Bourguiba « agissait essentiellement en fonction d'un pouvoir à conquérir » alors qu'Hached souhaitait la « transformation des réalités sociale, économique et culturelle » des Tunisiens. Par ailleurs, Bourguiba refusait toute notion de lutte des classes et toute opposition d'intérêts entre Tunisiens alors qu'Hached est sensible aux intérêts spécifiques de la classe ouvrière : 
« La lutte de notre peuple pour son émancipation politique n'est qu'un des aspects de sa lutte pour son émancipation sociale. Notre peuple est convaincu que l'indépendance politique sans progrès social et sans souveraineté de la justice sociale et sans changement des principes économiques et sociaux du régime actuel est un leurre et une utopie dangereuse. »
 Toutefois, l'assassinat de Farhat Hached, le 5 décembre 1952, décapite l'UGTT et touche gravement à l'autonomie du mouvement ouvrier au sein du mouvement national : le nouveau secrétaire général de l'UGTT est un intellectuel destourien qui n'appartient pas au monde ouvrier. De ce fait, la direction syndicale passe entre les mains du Néo-Destour par l'entremise de jeunes cadres issus de la fédération des fonctionnaires avec l'appui de petits patrons et artisans membres de l'organisation. Quant à l'Union tunisienne de l'industrie, du commerce et de l'artisanat, organisation du patronat, elle s'est trouvée dans le même dilemme, d'autant plus vite que plusieurs de ses dirigeants appartenaient au Néo-Destour.

## Rôle des associations
Le premier décret sur les associations, promulgué le 15 septembre 1888, soumet la création de celles-ci au simple vouloir de l'administration française. Parmi les premiers acteurs clés du mouvement associatif tunisien, qui naissent pour la plupart entre 1905 et 1913, figurent les sociétés de bienfaisance, un réseau d'entraide sociale rapidement vu par les autorités du protectorat comme un risque d'autonomisation de la société qui atténuait leur influence sur la population. Relancées par le décret beylical d'août 1936, beaucoup de nouvelles associations naissent alors à l'instigation des partis ou en marge de ceux-ci. Celles proches du Néo-Destour figurent parmi les plus actives, d'autant plus que le parti vise clairement une hégémonie dans ce domaine : Tahar Sfar parle ainsi de « grouper le peuple entier sous les auspices du Néo-Destour ». Pour les plus politisées d'entre elles, leur rôle de contact entre les dirigeants du parti et leur base est essentielle à la diffusion des mots d'ordre. Le mouvement associatif aurait ainsi préparé le mouvement politique, l'aurait nourri puis l'aurait accompagné.
Les associations sont de ce fait perçues comme un élément ayant contribué au développement du mouvement national. Pourtant, à part la publication de quelques monographies au début du XXe siècle, l'étude des associations n'a guère préoccupé l'historiographie tunisienne. Attentive aux innovations sociales et culturelles touchant la société, la revue IBLA, fondée en 1937 par l'Institut des belles lettres arabes, aurait ainsi été la seule revue à consacrer un article sur l'apparition des mouvements scouts tunisiens au cours des années 1930.
En 1965, André Demeerseman publie dans l'Encyclopédie de l'Islam le seul opuscule contenant un historique et une typologie des associations de la fin du XIXe siècle à l'indépendance. Le sociologue Mongi Sayadi publie en mars 1975 la seule monographie post-indépendance sur une association tunisienne, la Khaldounia, présentée par Jacques Berque comme une « contribution à l'histoire culturelle » de la Tunisie. Elle tente, selon son auteur, de mettre en lumière la contribution essentielle de la Khaldounia « à éveiller une conscience nationale chez les Tunisiens ». Mohamed Fadhel Ben Achour avait déjà abordé dans des conférences, en 1955, le mouvement littéraire et intellectuel en Tunisie en montrant le rôle culturel des associations, notamment de la Khaldounia dont il fut l'un des dirigeants au cours des années 1940. Dans la filiation de Roger Casemajor et Charles-André Julien, l'historiographie tunisienne a longtemps présenté la Khaldounia et l'Association des anciens élèves du collège Sadiki comme des facteurs qui ont contribué à la « formation de l'esprit public », tout comme le journal El Hadhira fondé le 2 août 1888 par Béchir Sfar. Pour Habib Belaïd, les chercheurs ont trop insisté sur ces associations-phares et n'ont guère tenté d'étudier d'autres types d'associations, domaine laissé aux non historiens spécialistes des divers domaines d'activité associative (théâtre, musique, sport, etc.) C'est pourquoi, en raison de ce cloisonnement des disciplines, les différents travaux ont rarement été intégrés à des recherches académiques historiques alors que l'arabisation de la recherche historique universitaire tend à séparer les chercheurs arabophones des chercheurs francophones.

## Rôle des mouvements féminins
Aux côtés des mouvements politiques et syndical, d'autres groupes issus de la société civile, comme les mouvements féministes, ont participé à leur manière à la constitution d'une identité nationale commune et à la mobilisation contre le protectorat.
Avec les changements socio-économiques et culturels intervenus dans le pays au début du XXe siècle, la question de la femme passe d'une question annexe à une partie intégrante du projet socio-politique de libération nationale, ce qui entraîne des débats au sein du mouvement national naissant. En effet, l'émancipation de la femme est d'abord vue comme une assimilation à la culture de l'occupant. En 1924, puis en 1929, les interventions publiques de Manoubia Ouertani et Habiba Menchari, qui manifestent leur refus du hidjab et de la domination qui en découle, sont violemment critiquées par le Destour — qui parle de « complicité avec les forces destructrices de la religion et de l'identité tunisienne » — même si elles constituent les premiers événements marquants de l'émergence du rôle des femmes dans le mouvement national.

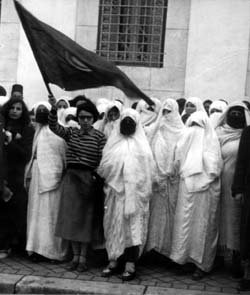
Manifestantes durant les événements d'avril 1938.

L'intense activité politique, syndicale et associative des années 1930 contribue grandement à la prise de conscience de la société en général et des femmes en particulier. Trois tendances se distinguent : la gauche socialiste et communiste partisane d'une modernisation radicale de la société, les nationalistes luttant contre ce qu'ils considèrent comme certains archaïsmes et les conservateurs liés à la mosquée Zitouna et attachés au maintien de leur statut social. Ces derniers sont paradoxalement les premiers à encourager, au nom de la sauvegarde de la culture islamique, la fondation de groupements féminins. Destinés à contrer l'influence occidentale sur la femme tunisienne, ils agissent par le biais d'actions d'émancipation en matière d'éducation et de solidarité sociale (bienfaisance). Ils participent ainsi à leur mesure à libérer le pays de la domination française. De ce fait, les initiatives individuelles font place à des organisations plus structurées. Celles-ci, dont l'Union musulmane des femmes de Tunisie de Bchira Ben Mrad fondée en 1936, attirent aussi bien des traditionalistes que des nationalistes partisanes d'une certaine évolution du statut de la femme. Pour Mustapha Kraïem, c'est après les évènements du 9 avril 1938 et la répression du Néo-Destour qu'apparaît le « déploiement spectaculaire de l'activité des femmes tunisiennes ». Alors que toute manifestation est réprimée par les autorités, les éléments féminins continuent de jouer un rôle essentiel dans la mobilisation populaire, comme à Tazarka le 11 avril 1938, et poursuivent la lutte dans la clandestinité, en se réunissant dans des hammams, des zaouïas ou des hôpitaux.
Le 3 janvier 1939, une manifestation organisée par le Néo-Destour voit l'arrestation de plusieurs manifestantes condamnées à des peines d'emprisonnement d'une durée de quinze jours à un mois. Toutefois, la mise en place de cellules féminines officielles par le Néo-Destour n'intervient qu'en 1950. Elles jouent dès lors un rôle de premier plan, comme en octobre 1951 où plus de 400 femmes manifestent avec leurs enfants devant la direction de l'instruction publique pour réclamer l'institution de l'arabe comme langue véhiculaire et protester contre la politique privant d'enseignement les filles scolarisables. De même, le 15 janvier 1952, 700 à 800 personnes se réunissent à Béja sous l'impulsion de huit destouriennes de Tunis dont Wassila Ben Ammar, la future épouse de Bourguiba.

## Visions d'une trajectoire nationale

### Histoire d'une décolonisation

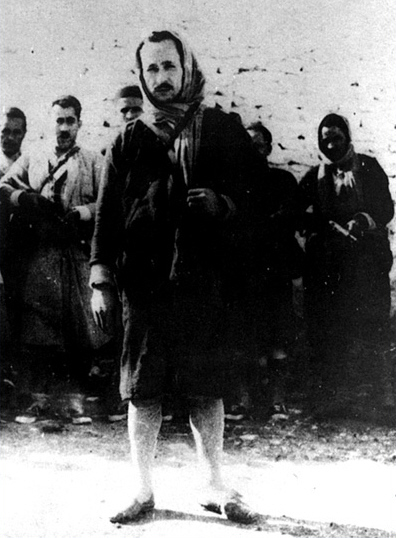
Groupe de fellagas de la région du Sahel tunisien.

La philosophie du protectorat avait été d'institutionnaliser une inégalité entre deux États : le pays le plus avancé se voyait comme un tuteur et un guide. En échange de l'abandon d'une partie de sa souveraineté, le plus faible en attendait protection, assistance et développement. Sur ce point, tous les auteurs s'accordent à dire que, malgré une différence de terminologie, l'administration française est rapidement devenue aussi pesante que dans les autres colonies. Pour Laurence Decock, malgré la connotation positive de ce mot, le protectorat n'a été qu'une forme de « bonne conscience justificative d'une véritable entreprise coloniale ».
Selon une idée communément admise, la décolonisation tunisienne n'a résulté que de négociations, sans affrontements armés, ou presque. Cependant, même s'il n'y a pas eu de conflit équivalent à la guerre d'Algérie, les années 1952 et 1953 constituent une période de très vives tensions, marquée par une rigidité de la politique française et le recours fréquent aux armes de part et d'autre. L'idée d'une décolonisation sans violence doit donc être fortement nuancée car elle ne s'est imposée qu'après coup, à la lumière des violences en Algérie, même si l'indépendance n'a pas été la consécration d'une victoire sur le terrain militaire : les militants avaient rempli leur contrat en créant un climat d'insécurité générale pour les bénéficiaires du régime du protectorat. Dans ce contexte, la résistance a été un mélange complexe de sentiment national et de réflexes tribaux, en particulier dans le Sud du pays. Les premiers fellagas semblent en effet avoir pris les armes spontanément et sans coordination avec le Néo-Destour.
Par la suite, les relations avec le parti ont été assez houleuses puisque, tout en tirant profit de la résistance, le parti ne s'en est jamais réclamé. Pragmatique et réaliste, la direction du parti savait que la guérilla était au service de son action politique ; son enracinement et l'autorité de ses dirigeants expliquent la discipline des chefs des groupes armés, qui ont déposé les armes dès l'engagement des pourparlers, et cela sur ordre de Bourguiba.

### Mythologie étatique

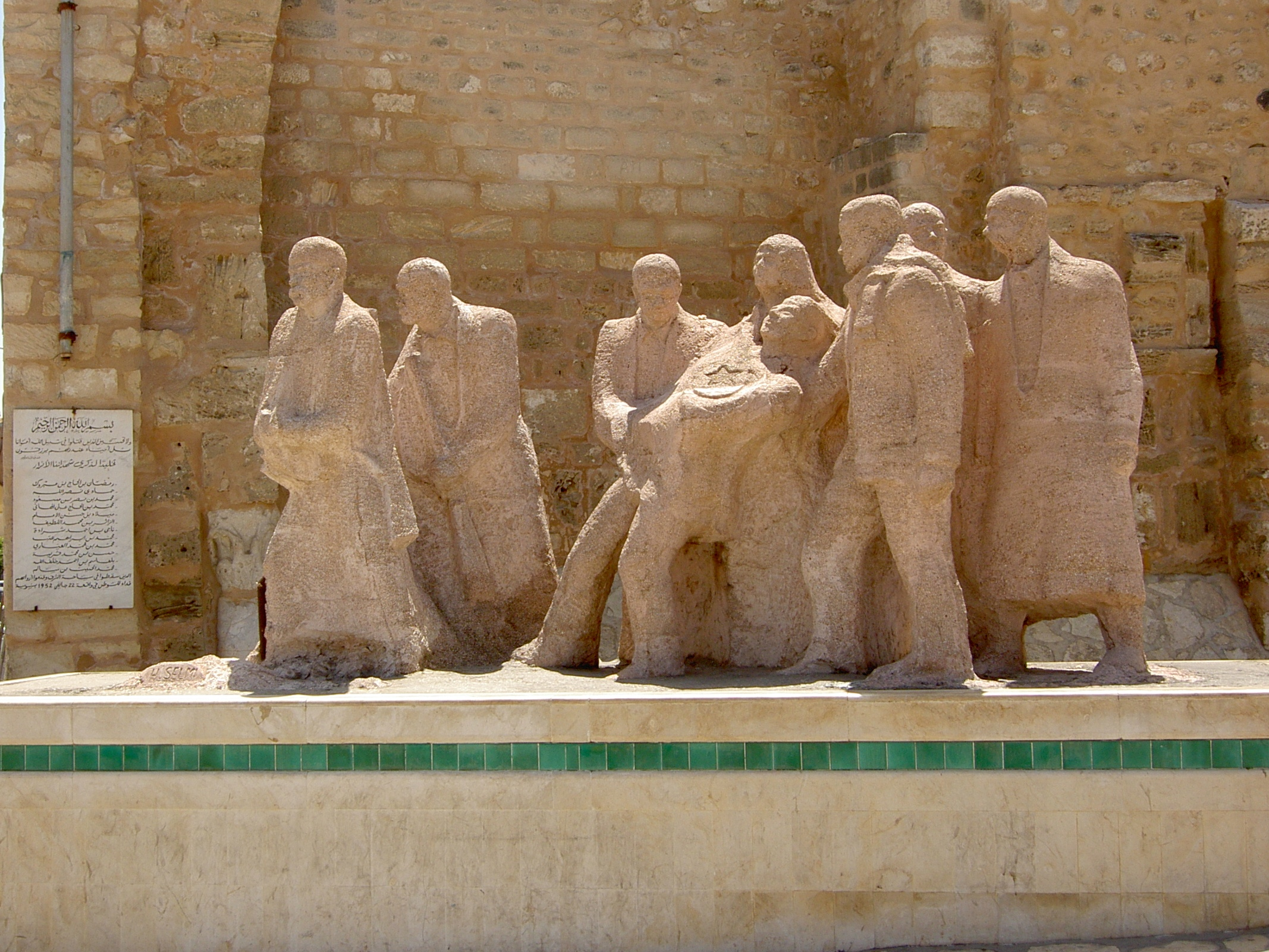
Monument des martyrs à l'entrée de la médina de Sousse.

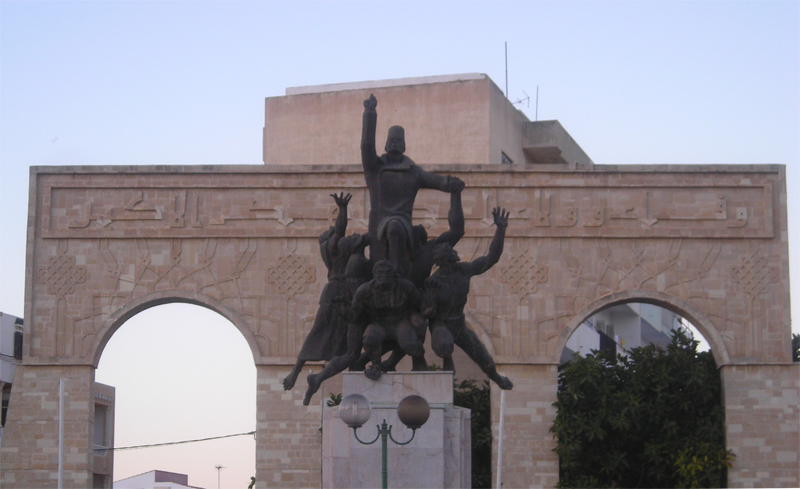
Statue commémorative de la fondation du Néo-Destour à Ksar Hellal.

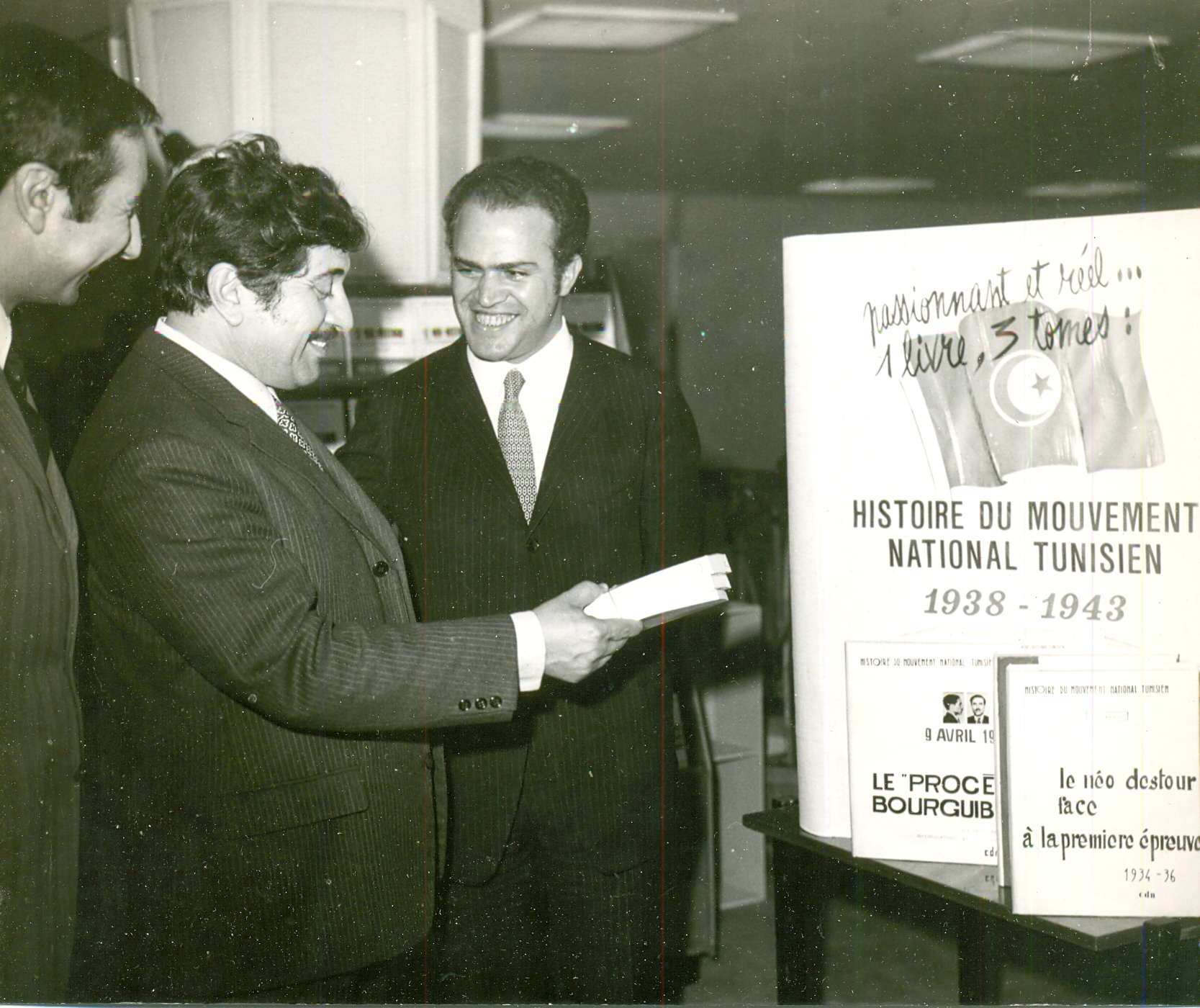
Azzouz Rebaï et Mohamed Sayah lors de la publication d'un tome de l'histoire du mouvement national.

Avec l'indépendance, une mémoire officielle de la décolonisation se met en place ainsi qu'une instrumentalisation de celle-ci : la libération du pays devient l'affaire d'un seul homme ayant su fédérer autour de lui les aspirations nationales. Cette situation donne naissance à une liturgie politique centrée sur la mise en scène permanente de la lutte pour l'indépendance et de l'action du dirigeant. Dans ses discours, Habib Bourguiba évoque systématiquement sa lutte passée, et la rhétorique de la décolonisation est partout présente : le peuple doit se mobiliser en permanence pour sortir la Tunisie du sous-développement, la libérer de ses archaïsmes et prouver qu'elle a mérité sa libération.
Durant sa présidence, toute décision est mesurée à l'aune d'une décolonisation « bourguibisée » qui fait office de mythe fondateur du nouvel État-nation. De ce fait, tout ce qui est susceptible de contredire cette vision doit être étouffé : le pire ennemi à cet égard est Salah Ben Youssef, présenté comme le traître presque au sens religieux du terme, et qui reste encore assez malmené par l'historiographie officielle. L'écriture de l'histoire du mouvement national est alors habitée par le souci de construire une mémoire nationale. La prise de conscience nationale n'existe qu'avec la mise en commun de cette histoire qui, selon Bourguiba, doit être enseignée dans les écoles. Ces dernières sont donc l'un des principaux sujets de préoccupation du nouveau président puisqu'elles permettent l'enseignement de l'histoire nationale et donc une « élévation intellectuelle » du peuple tunisien.
Mais, Michel Camau et Vincent Geisser font remarquer que « lorsque l'État se charge lui-même de cette lourde mission, le risque n'est jamais très loin de voir apparaître la reconstruction, la falsification, voire la manipulation historique ». Alors que Bourguiba privilégie le mouvement national comme thème à enseigner, l'histoire tunisienne doit représenter une quête vers la souveraineté nationale. À ses yeux, les historiens doivent poser deux questions fondamentales : comment la Tunisie est entrée dans une période de décadence et de crise et comment en est-elle sortie ?
Pour répondre à la première question, Bourguiba annonce, lors d'un discours tenu à Tunis le 15 août 1970, qu'« il faudrait non seulement consacrer des études à l'époque qui s'étend de 1864 à nos jours mais remonter jusqu'à celle de Jugurtha ». L'histoire est « bourguibisée » comme l'atteste un autre passage de ce même discours : « Ma vie tout entière n'est-elle pas une épopée exemplaire de nature à inspirer la conduite de la nation ? » Il finit même en 1973 par s'improviser historien du mouvement national en participant à une série de conférences tenues entre décembre 1973 et septembre 1975.
Il fait aussi de sa vie un « prisme pour l'écriture de l'histoire de la décolonisation » et les nombreuses commémorations le reflètent : 9 avril (événements de 1938 marquant un pas majeur vers l'indépendance), 1er juin (retour d'exil de Bourguiba) ou 18 janvier (date-anniversaire de son arrestation en 1952) qui sont toutes des mises en scène d'un passé mythifié et d'une communion nationale autour du chef.
Une véritable tyrannie de l'histoire et de la mémoire est mise en place et l'on pourrait citer d'autres lieux d'édification du sentiment national : le sport, le scoutisme, l'armée, etc. Dans ce contexte, l'étude de Jean Duvignaud sur le village de Chebika analyse l'impact de ce discours sur la population. Bien que la localité soit assez excentrée et ne représente certainement pas l'ensemble du pays, Duvignaud explique qu'à l'aube de l'indépendance, Bourguiba représente deux choses : un nom, « Si Habib », et une voix à la radio qui leur dit qu'une nouvelle période a commencé alors que la population locale ne voit rien arriver. Dans les années 1960, l'école relaie la radio mais les élèves interrogés ne rêvent que de quitter leur ville en raison de la vie qui leur est promise et des réalités auxquels ils doivent faire face. Ce déficit démocratique fait dire à Hélé Béji que « l'idéologie nationale est partie en guerre contre sa propre société ».

### Besoins de réécriture

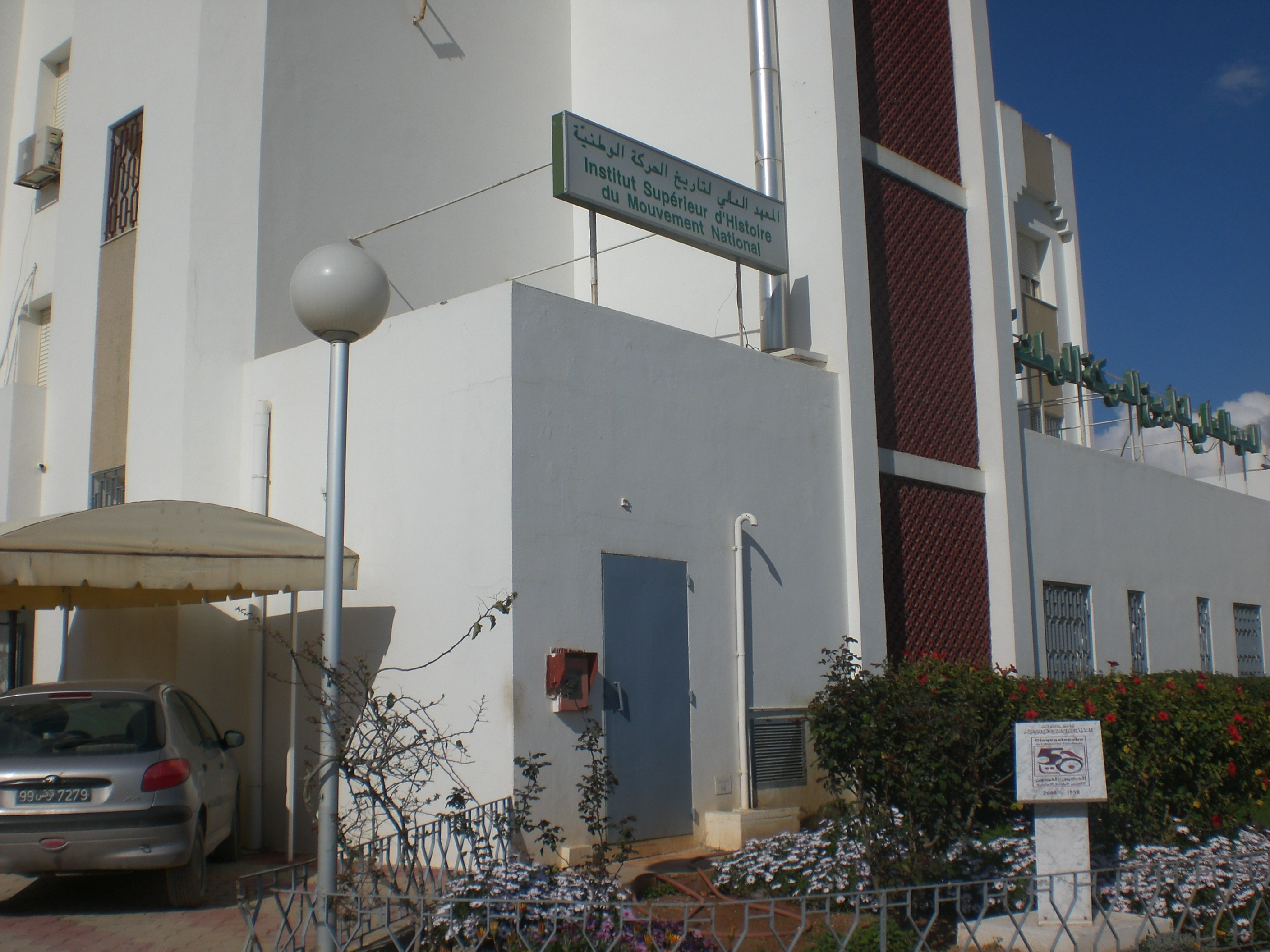
Siège de l'Institut supérieur d'histoire du mouvement national.

Avec sa prise de pouvoir, Zine el-Abidine Ben Ali se pose en libérateur d'une nation opprimée, même si ce rôle n'a pas le potentiel mobilisateur de celui de Bourguiba. Il tente aussi d'agir sur la mémoire collective en prenant le contre-pied de son prédécesseur : il réussit à ne pas citer une seule fois le nom de Bourguiba dans certaines allocutions commémorant l'indépendance et met l'accent sur les efforts de l'ensemble des Tunisiens. Contrairement à son prédécesseur, ses discours reviennent très rarement sur le passé en deçà du 7 novembre 1987.
Toutefois, cela ne signifie pas que l'histoire du mouvement national soit occultée car de plus en plus de chercheurs tunisiens s'intéressent à cette période, les champs d'investigation se sont élargis et une institution de recherche universitaire, l'Institut supérieur d'histoire du mouvement national (ISHMN), a vu le jour. Dans les manuels scolaires, même s'il est impossible de supprimer toute référence à Bourguiba, la création du Néo-Destour n'est plus présentée comme une phase décisive, une rupture majeure, mais s'inscrit dans une logique de continuité. Les paragraphes lyriques concernant la jeunesse et la personnalité de Bourguiba ont disparu, et Ben Youssef apparaît désormais comme « celui que les masses populaires accueillent chaleureusement ». Tout est donc fait pour relativiser voire minimiser le rôle de Bourguiba dans la libération nationale.
Beaucoup de places publiques et d'avenues, des établissements scolaires et des locaux divers portent le nom de figures du mouvement national. Pour Badreddine Ben Henda, le « devoir de mémoire à l'égard de ces héros est dans l'ensemble honoré » mais il met en avant le besoin de sensibiliser les jeunes générations à l'entretien de leur souvenir. Car, si les jeunes étudient l'histoire du mouvement national à l'école et au lycée, la matière est « habituellement peu suivie » selon lui. Abdelhamid Hélali, chercheur à l'ISHMN, reconnaît que « l'après Bourguiba a vu la réhabilitation d'un certain nombre de ces hommes » qui ont participé au mouvement national. Mais, à ses yeux, l'espace urbain doit davantage « préserver des espaces pour les monuments à la gloire des patriotes disparus et des événements phares de notre histoire ». Il regrette aussi que les médias tunisiens « ne se rappellent que très occasionnellement le mouvement national et ses hommes ».